# Vercovicium

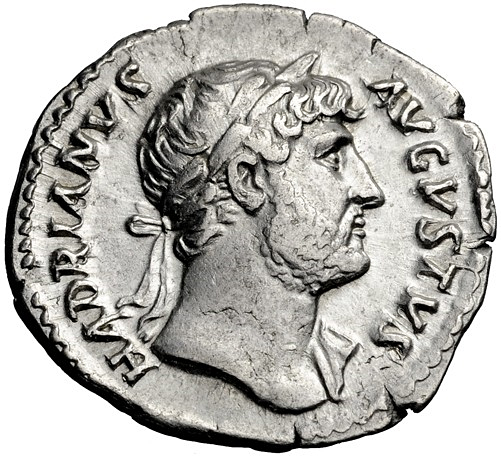
Münzporträt des Hadrian

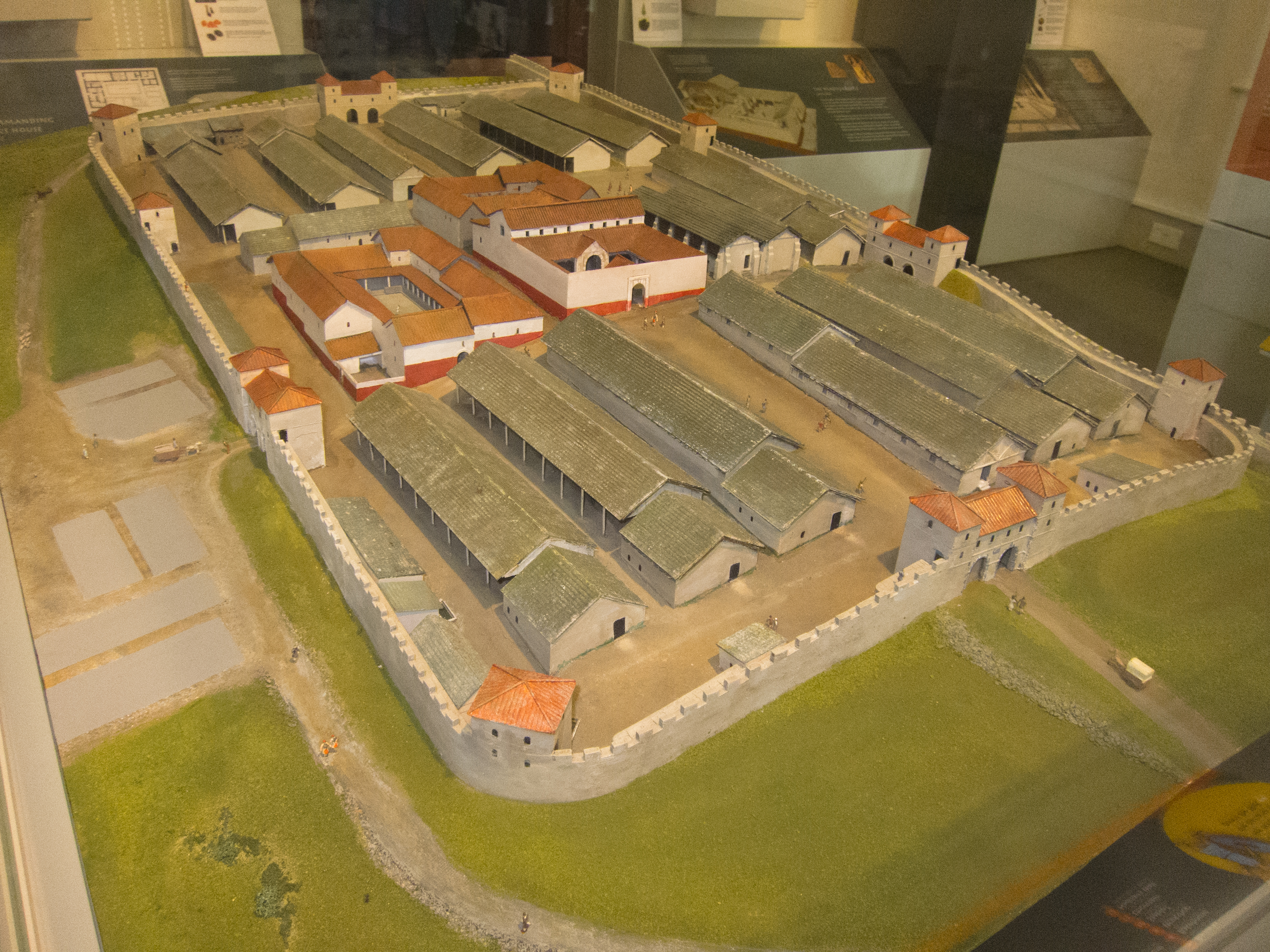
Diorama des Kastells, Zustand im 2. Jahrhundert n. Chr.

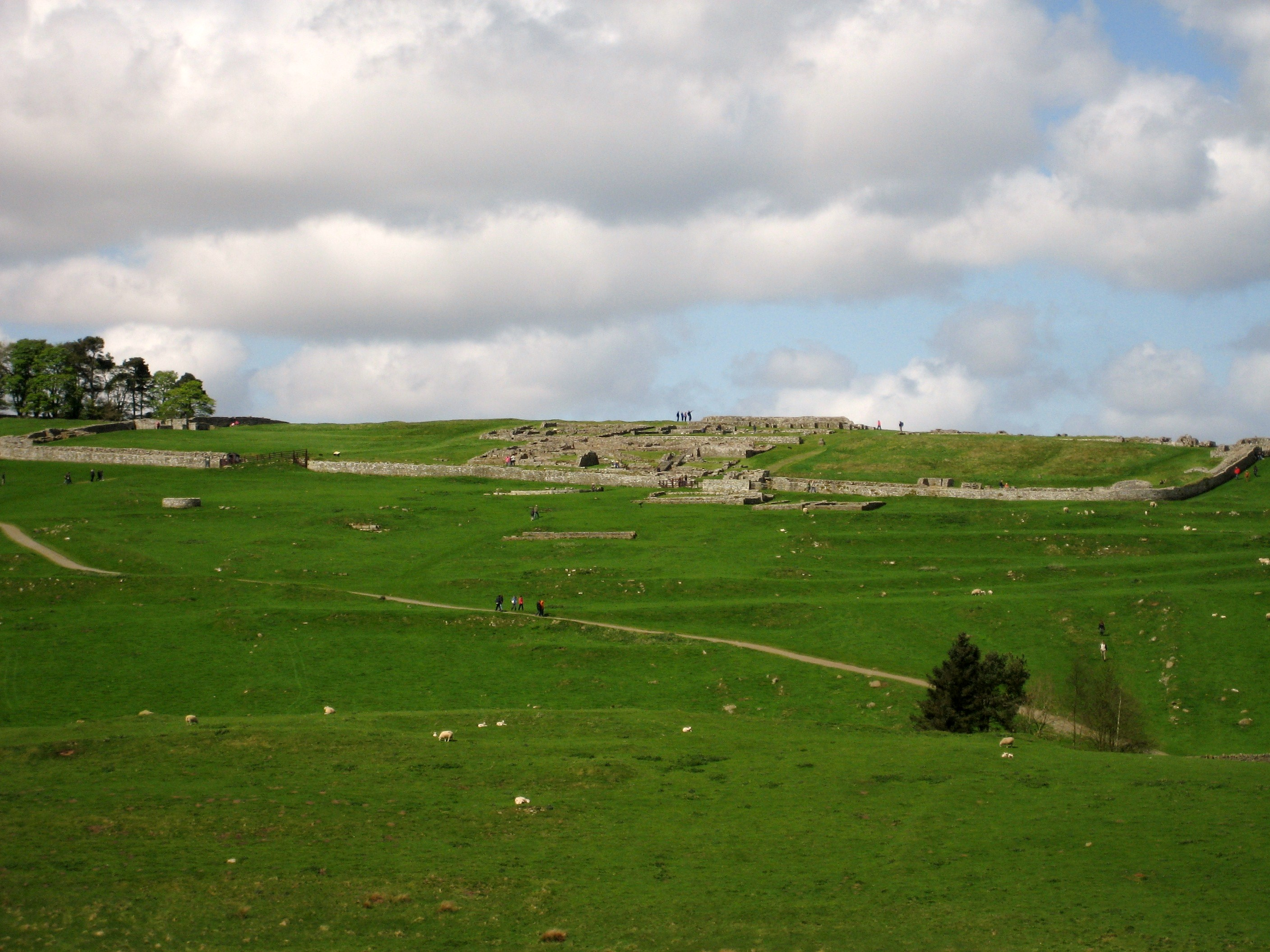
Blick vom Süden auf die Kastellruine
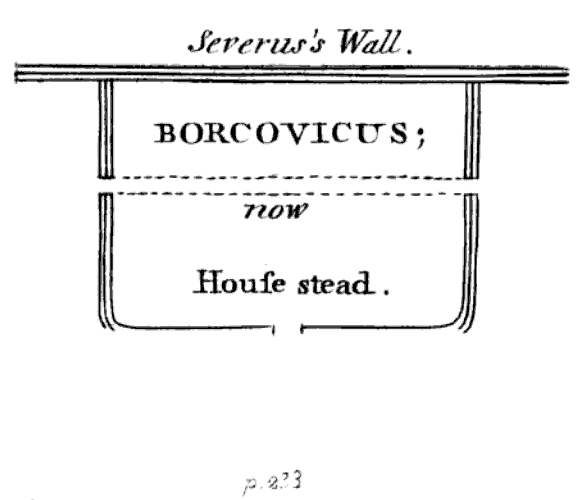
Skizze des Kastells von William Hutton, 1802
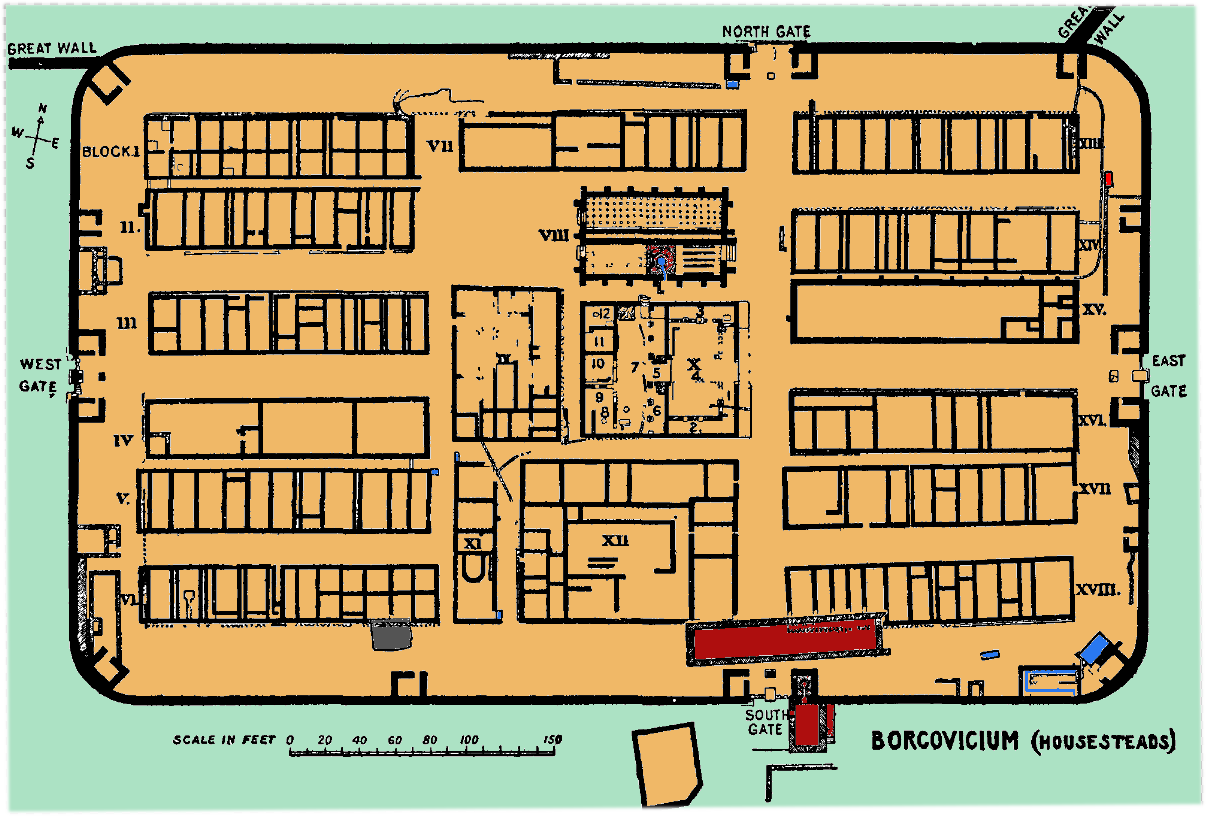
Befundplan des Kastells von 1911
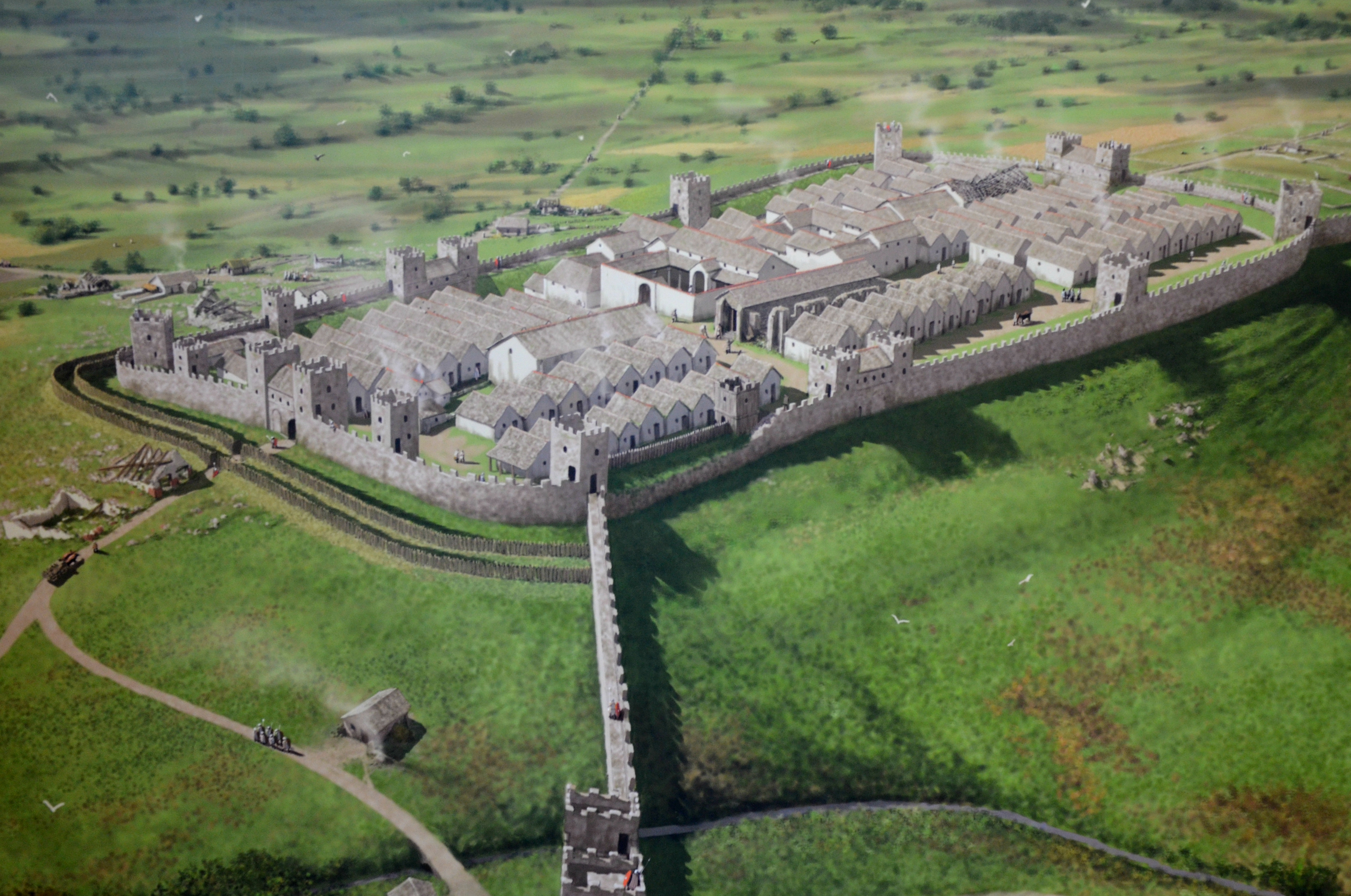
Zustand im 4. Jahrhundert n. Chr.
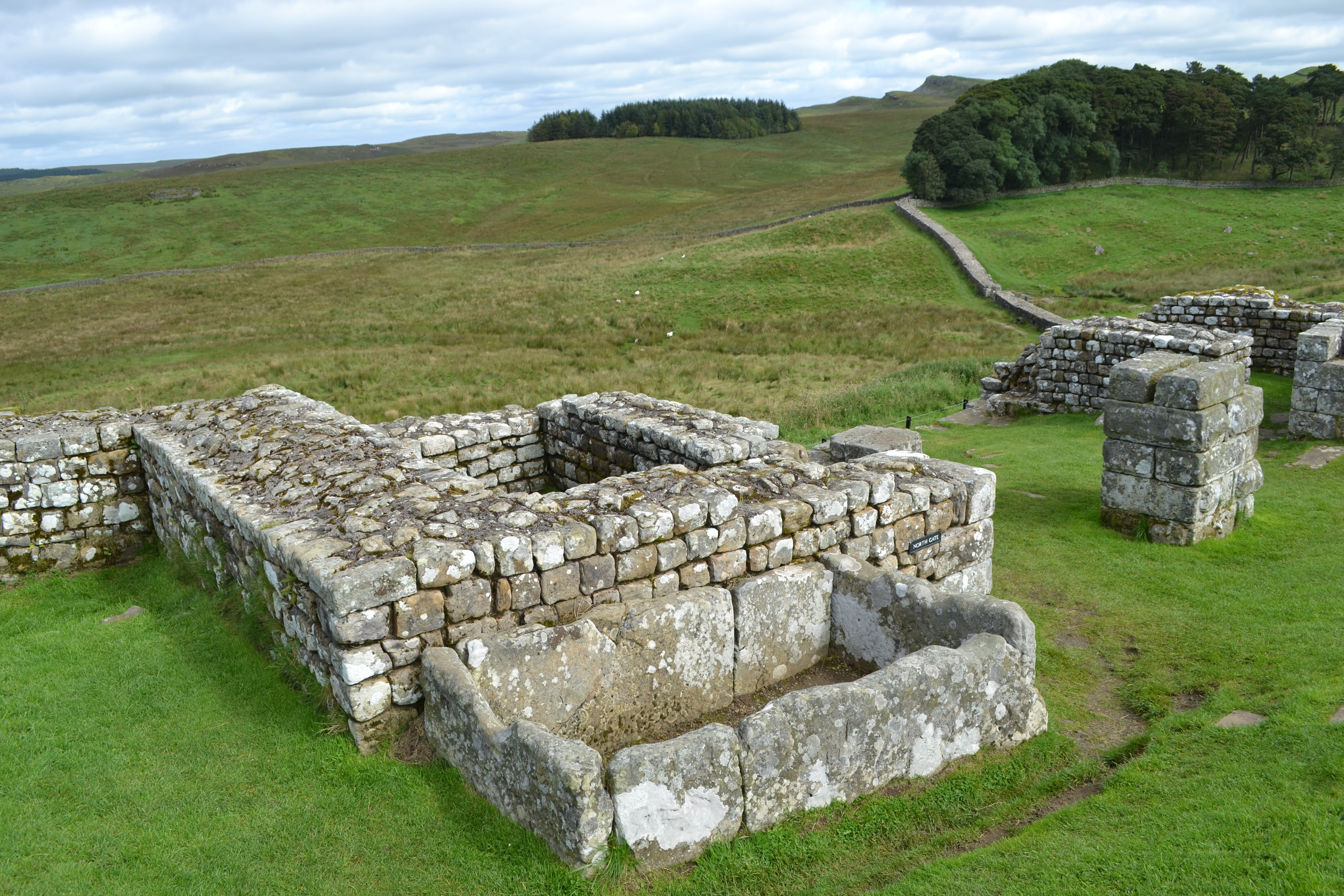
Nordtor
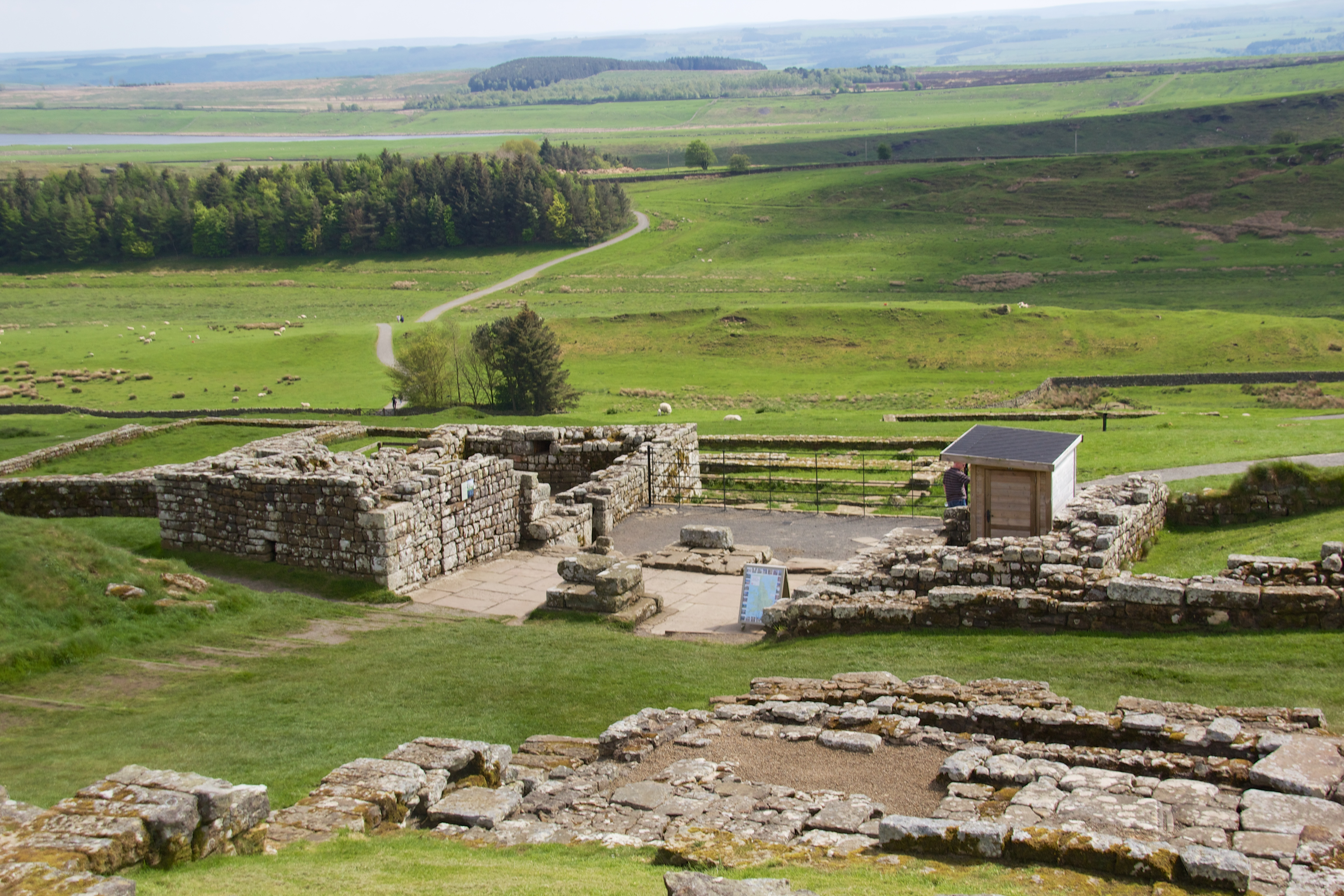
Südtor
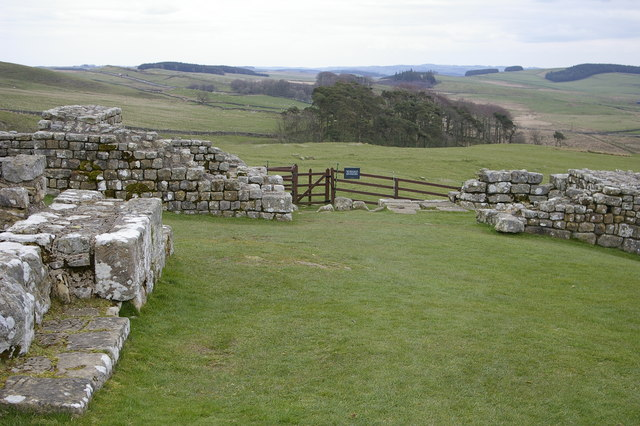
Osttor
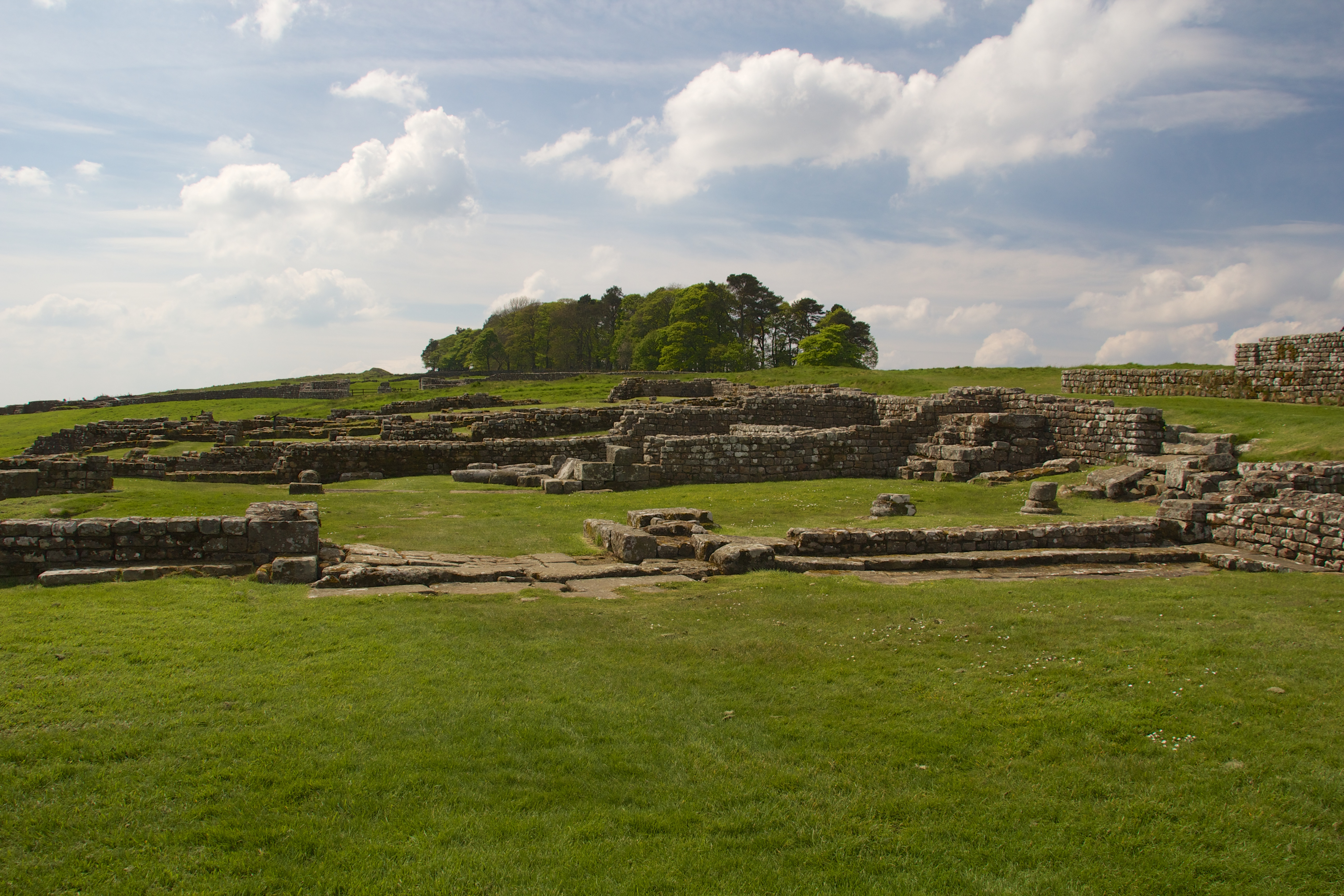
Ruine des Lagerhauptquartiers
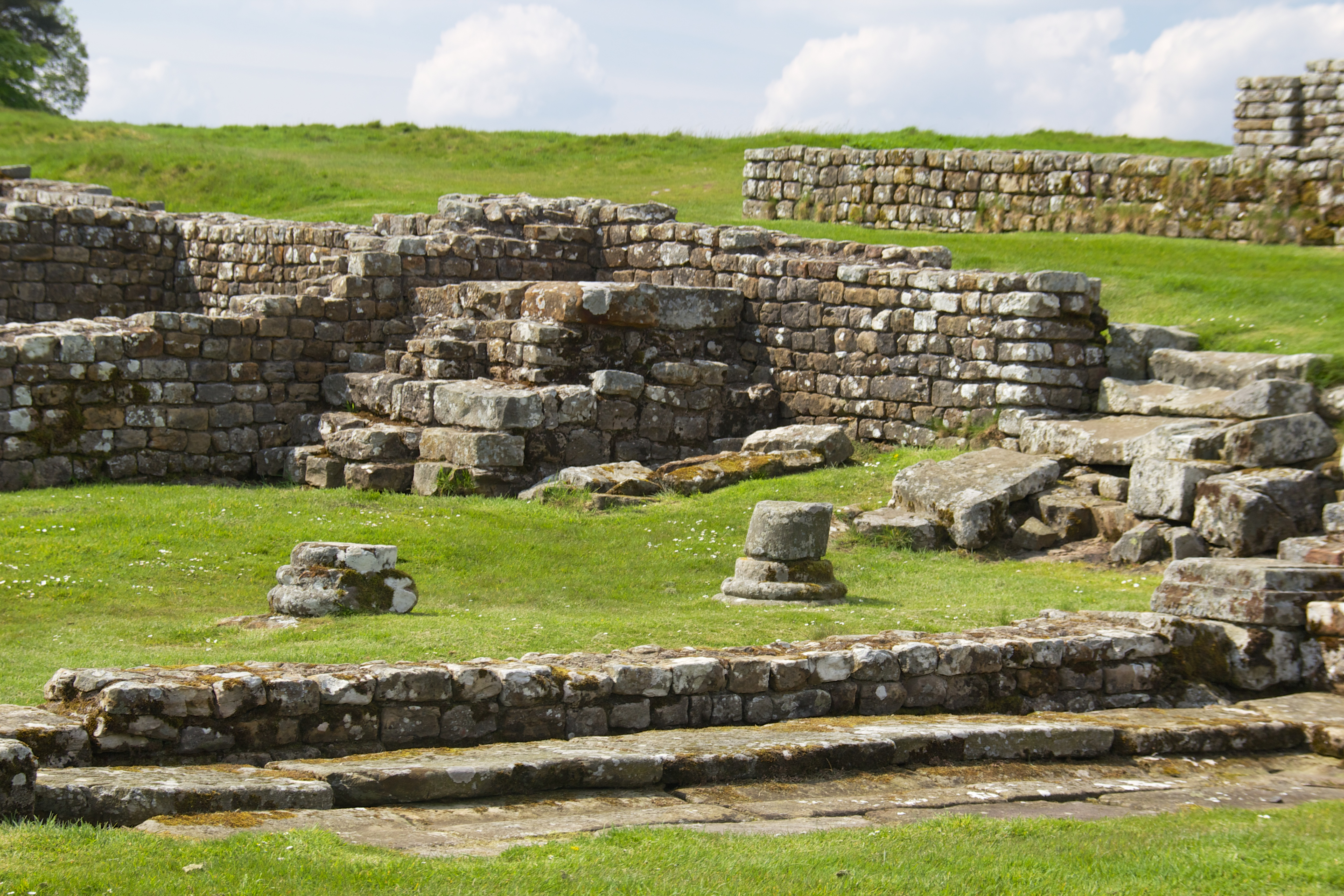
Tribunal in der NO Ecke der Querhalle
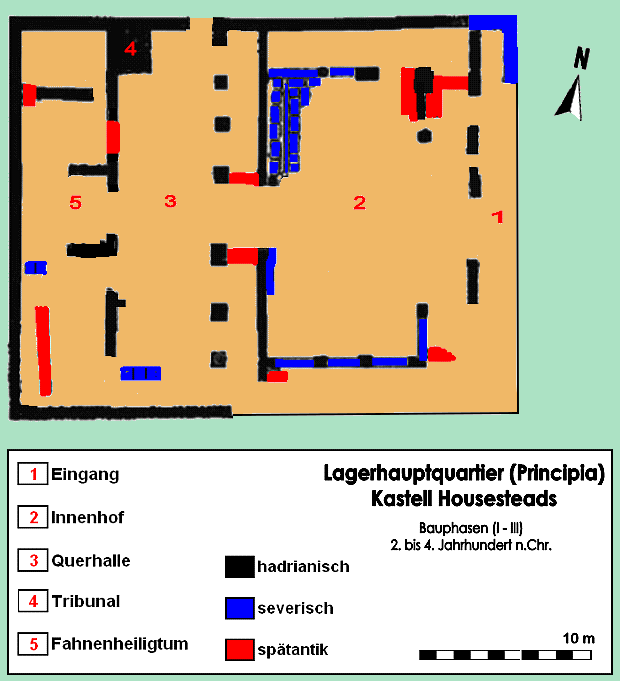
Befundplan der Principia
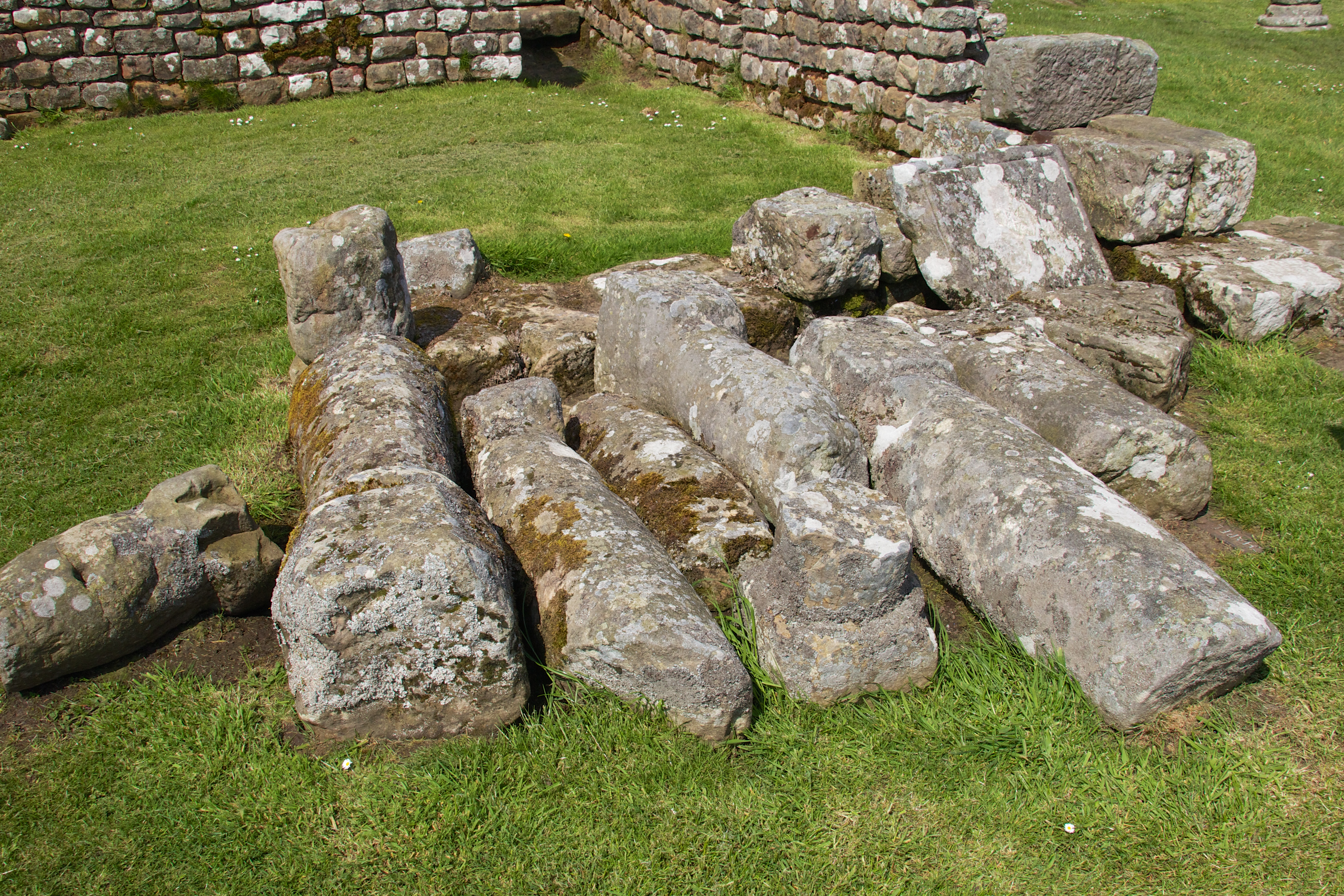
Säulenfragmente am Kastellgelände
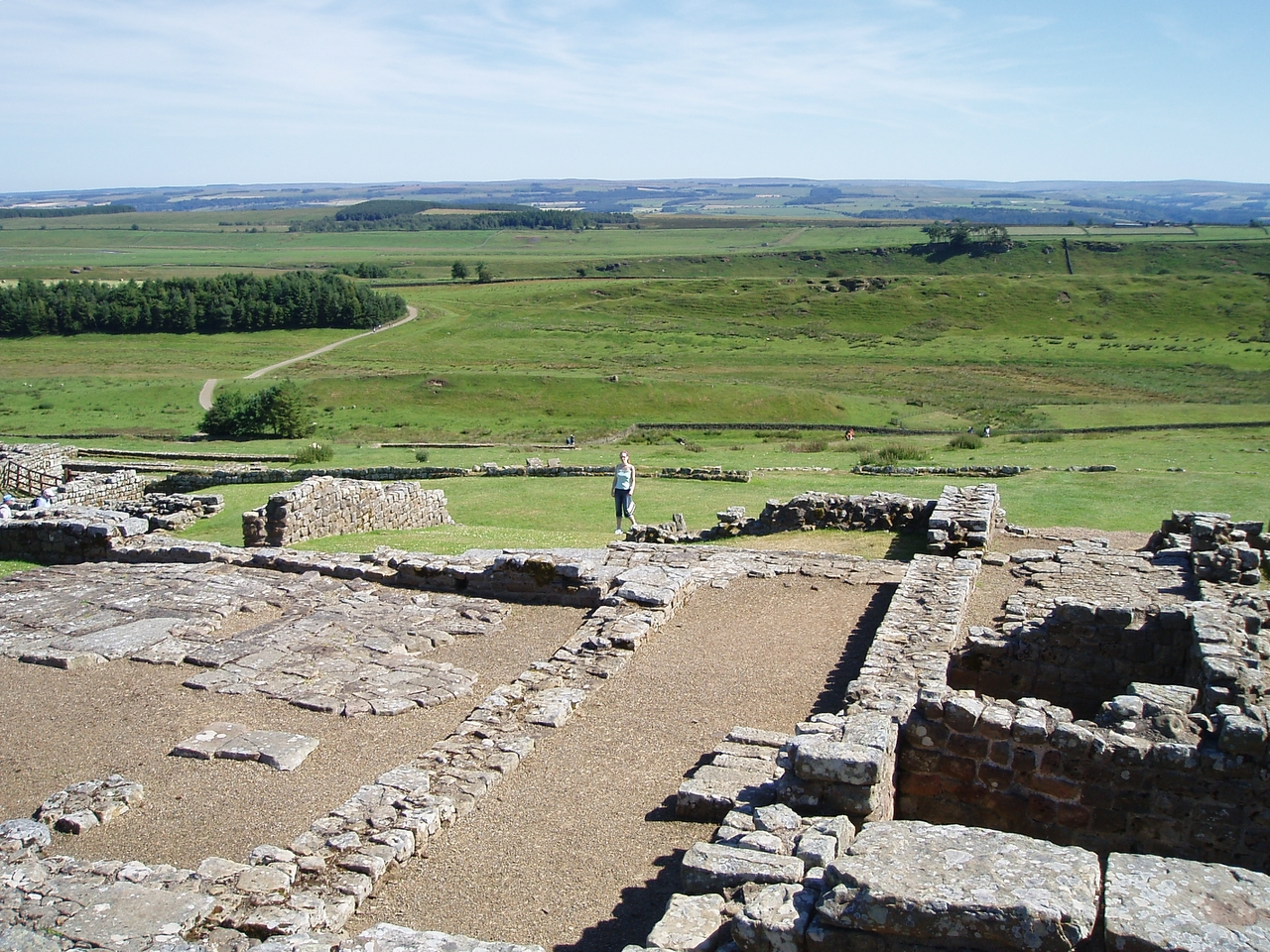
Ruine des Kommandantenhauses
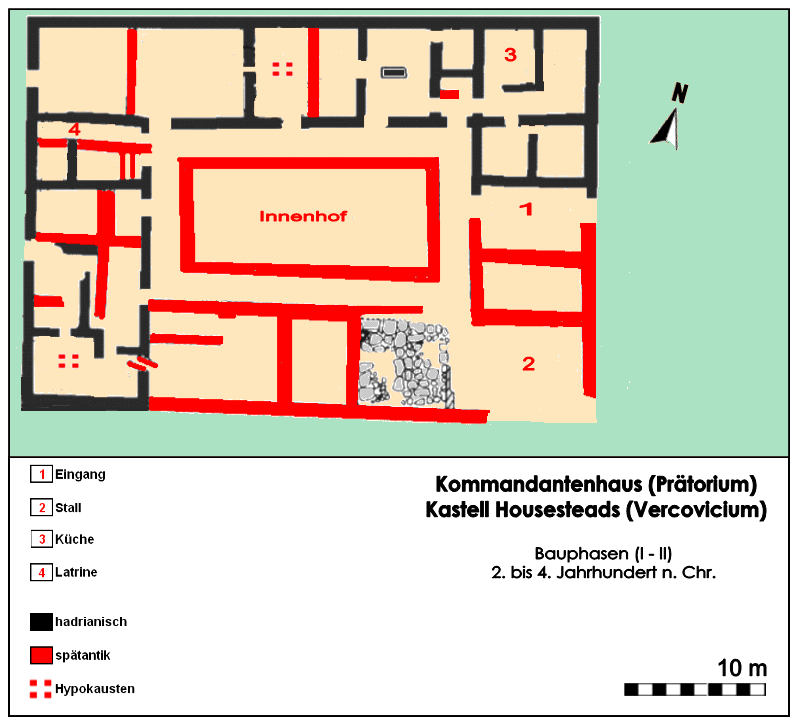
Befundplan des Prätoriums
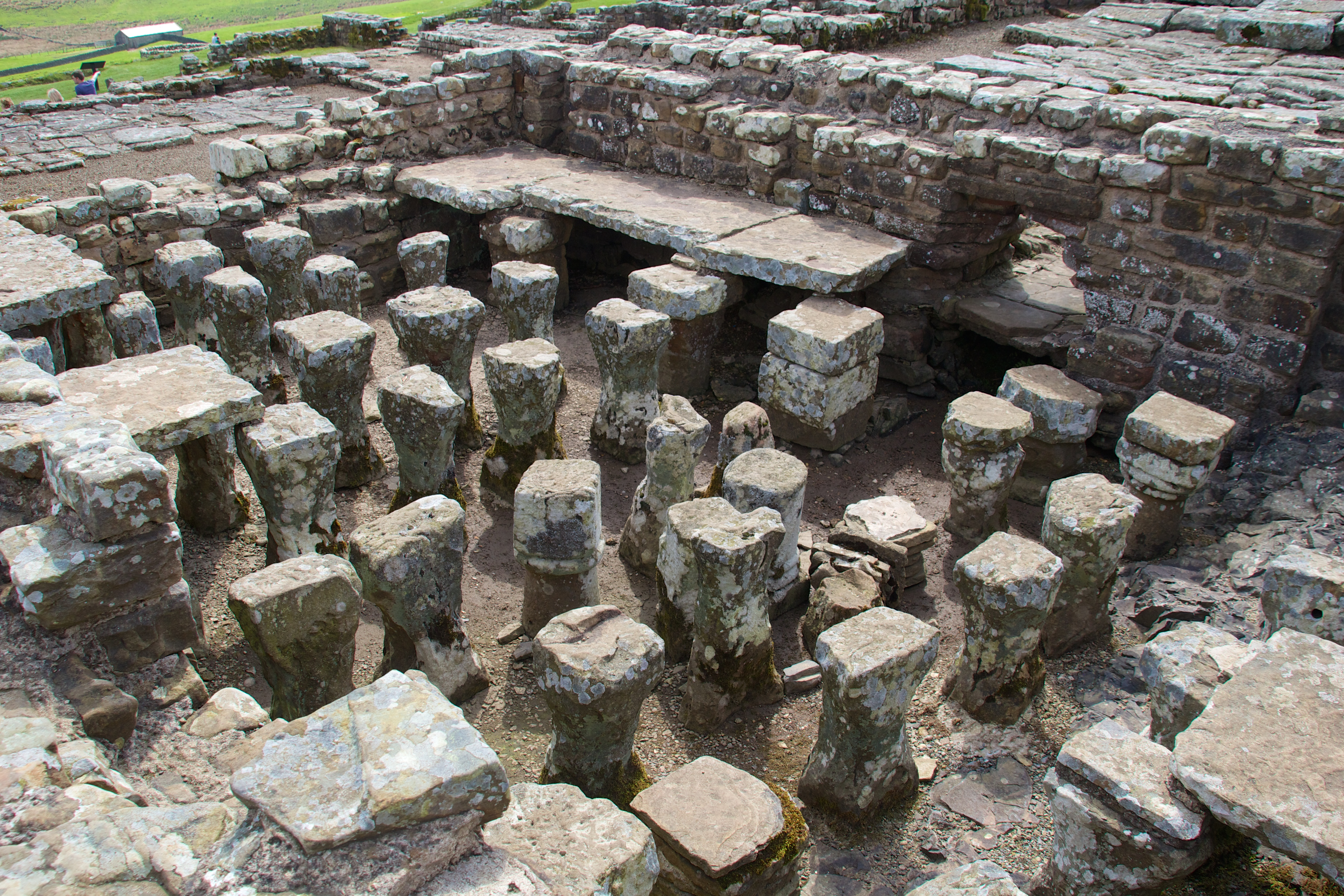
Hypokaustenpfeiler im Prätorium
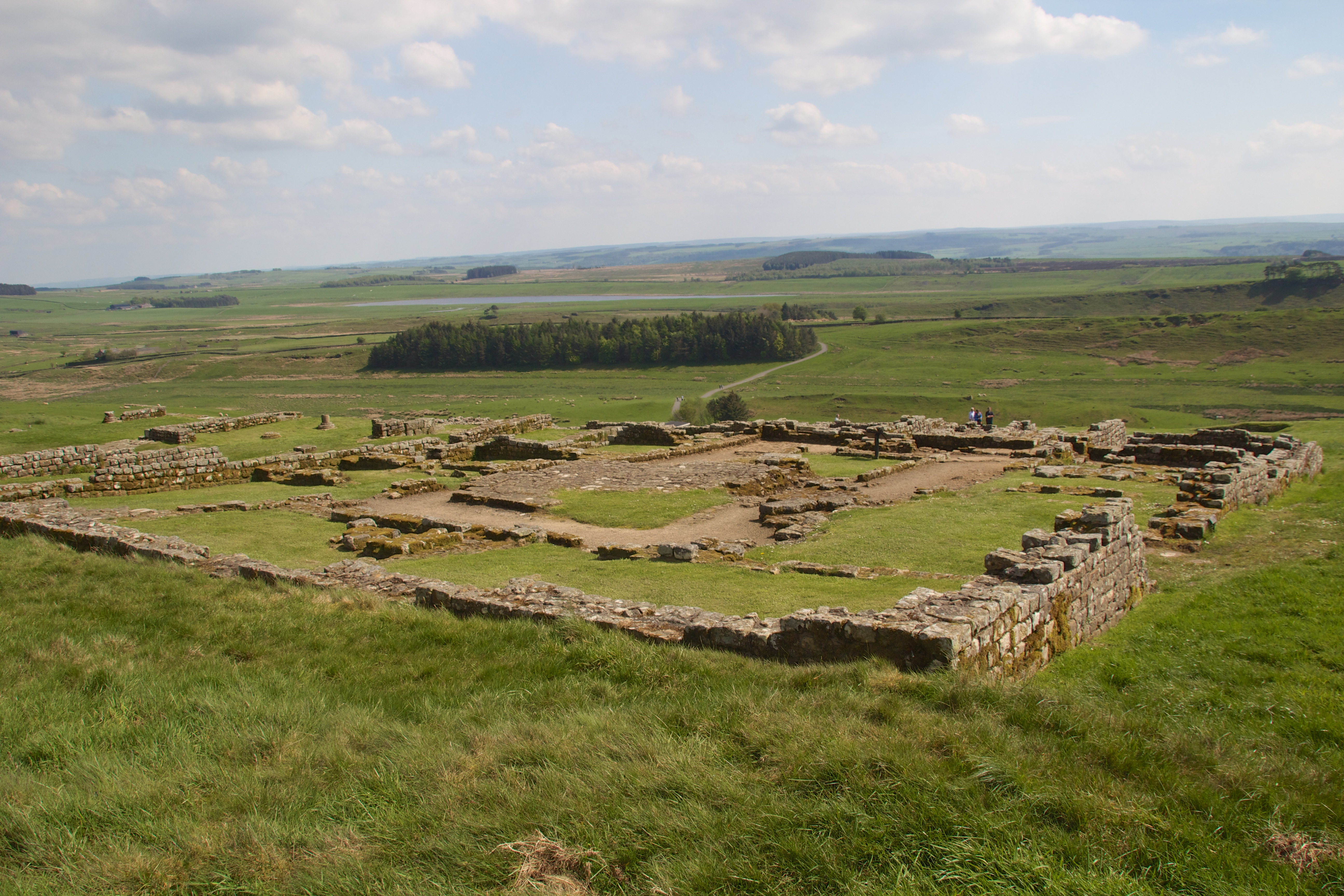
Lagerhospital
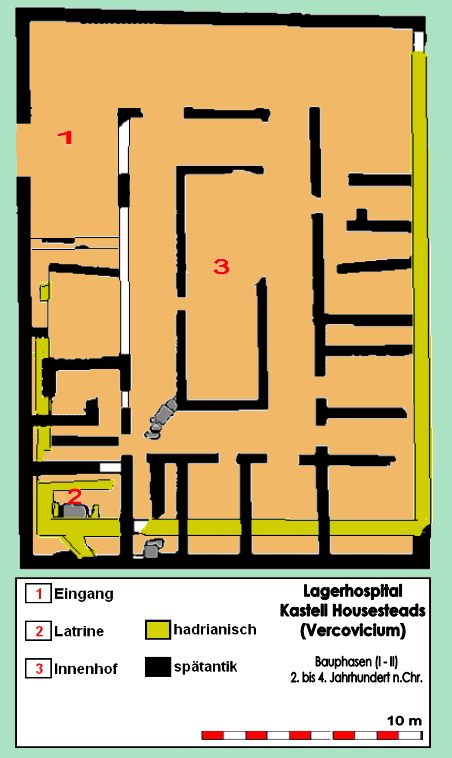
Befundplan des Valetudinariums
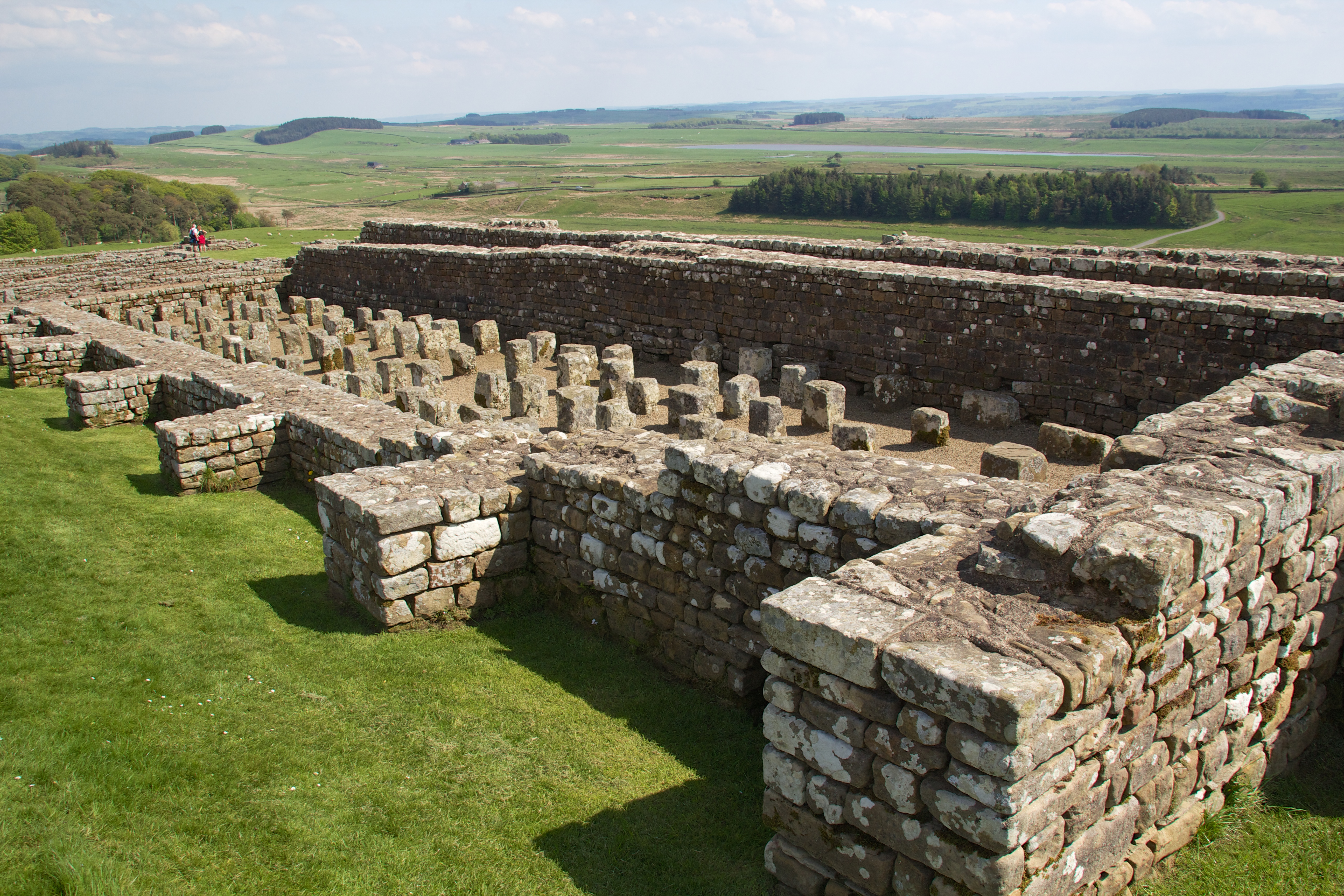
Getreidespeicher
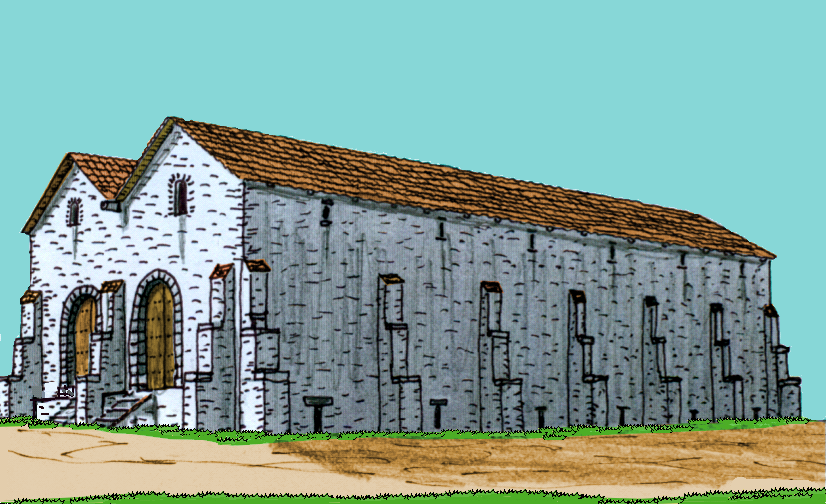
Rekonstruktionsversuch des Horreums II, frühes 3. Jahrhundert n. Chr., Blick aus SW
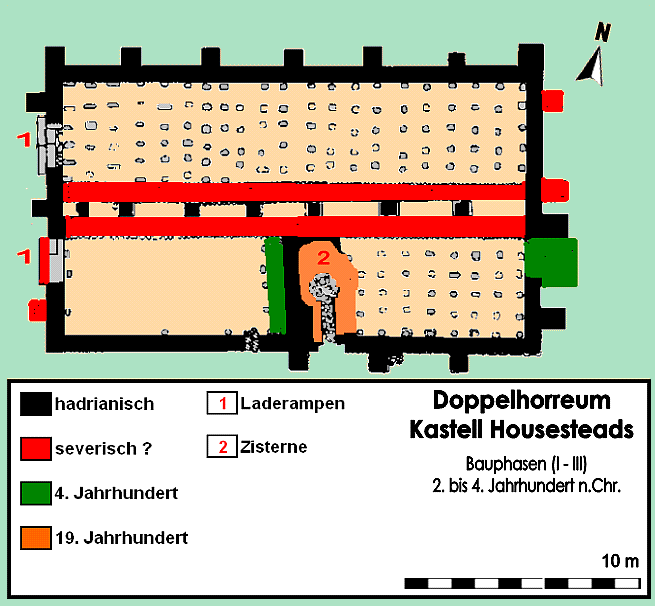
Befundplan des Getreidespeichers
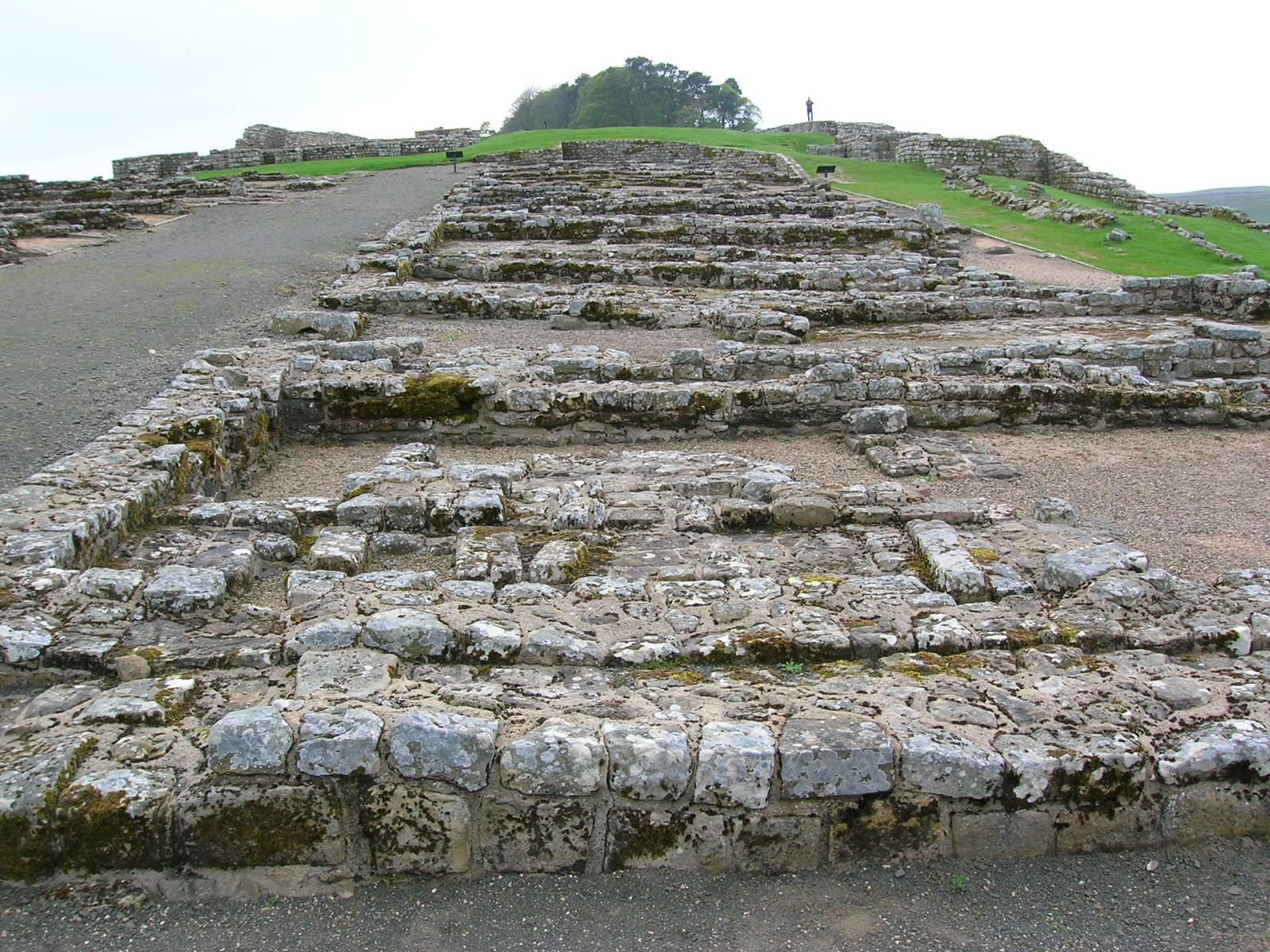
Reste der Mannschaftsbaracken im NO des Kastellareals
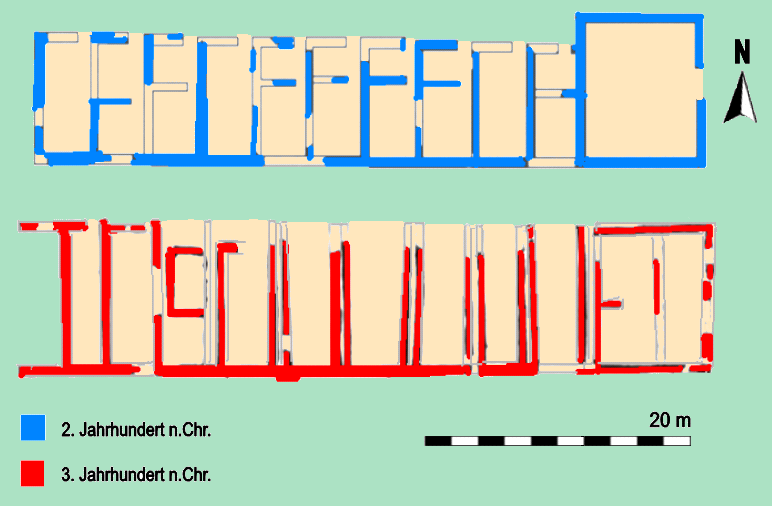
Befundpläne der Kaserne, NO-Sektor des Kastells, 2. und 3. Jahrhundert n. Chr.
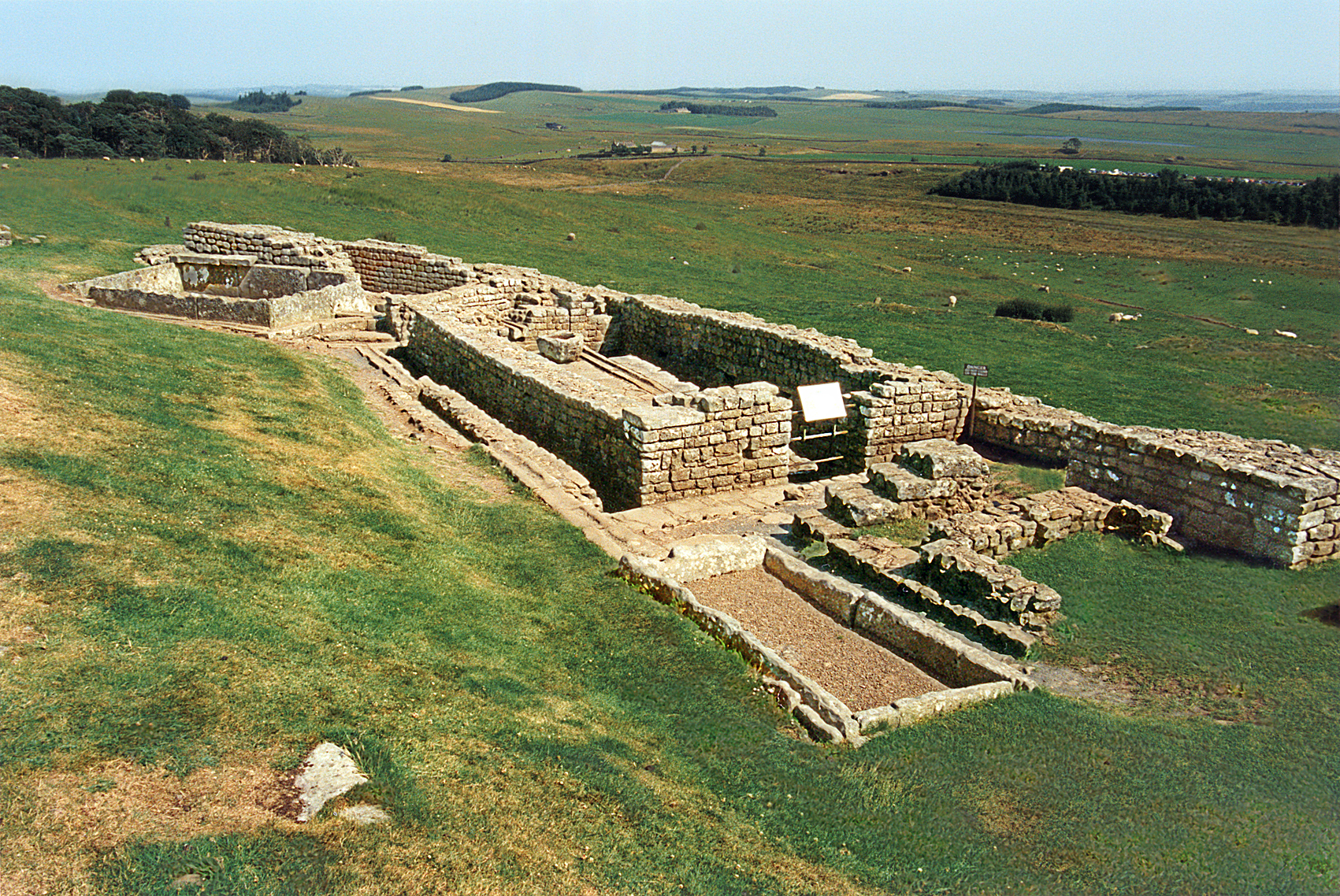
Mannschaftslatrine und Zisternen an der SO-Ecke des Kastells
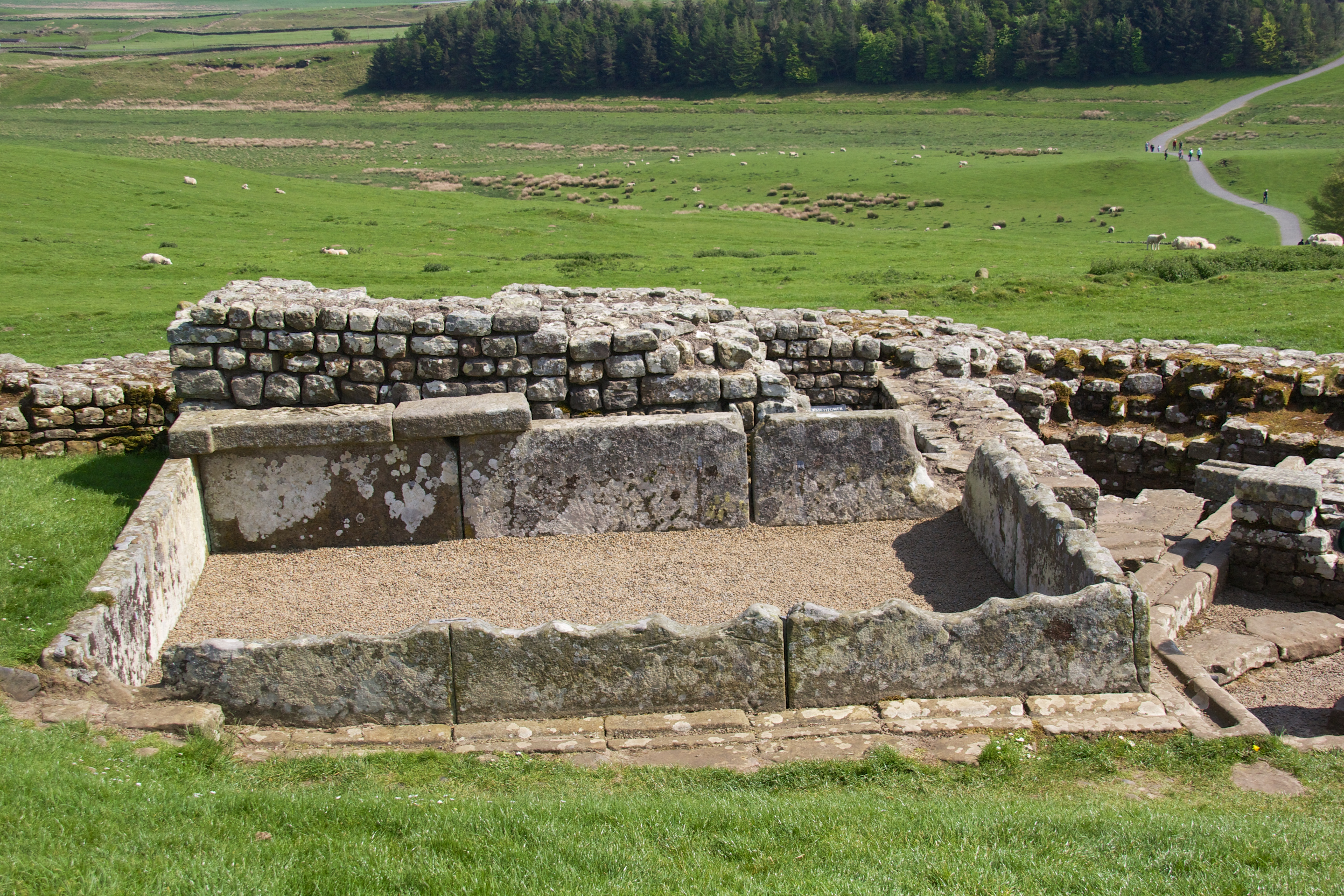
Zisterne am SO-Eckturm
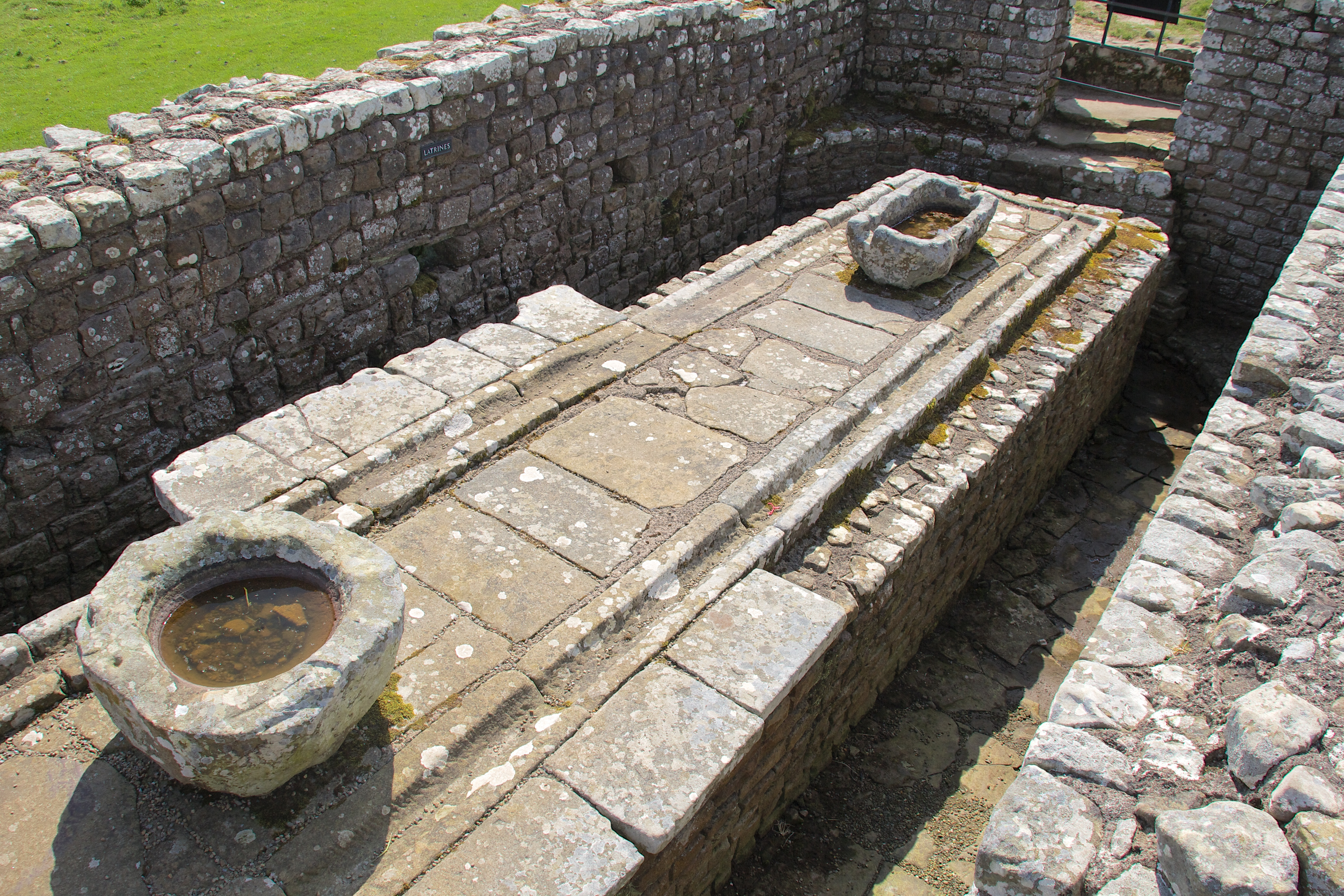
Abwasserkanal, Spülrinnen und Wasserbehälter der Mannschaftslatrine
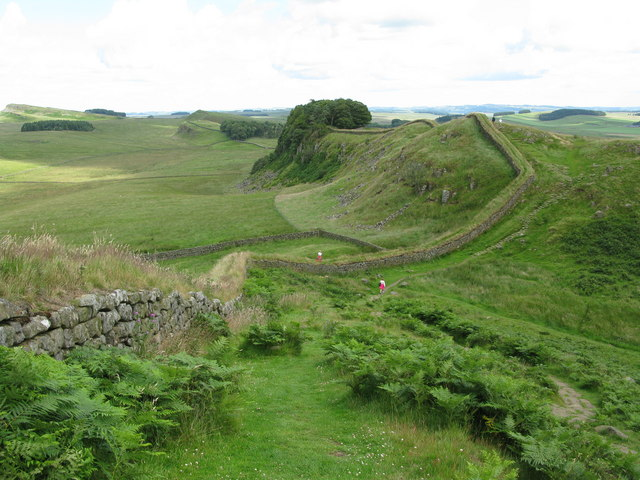
Verlauf des Hadrianswall über die Housesteads Crags, Blick von den Cuddy Crags
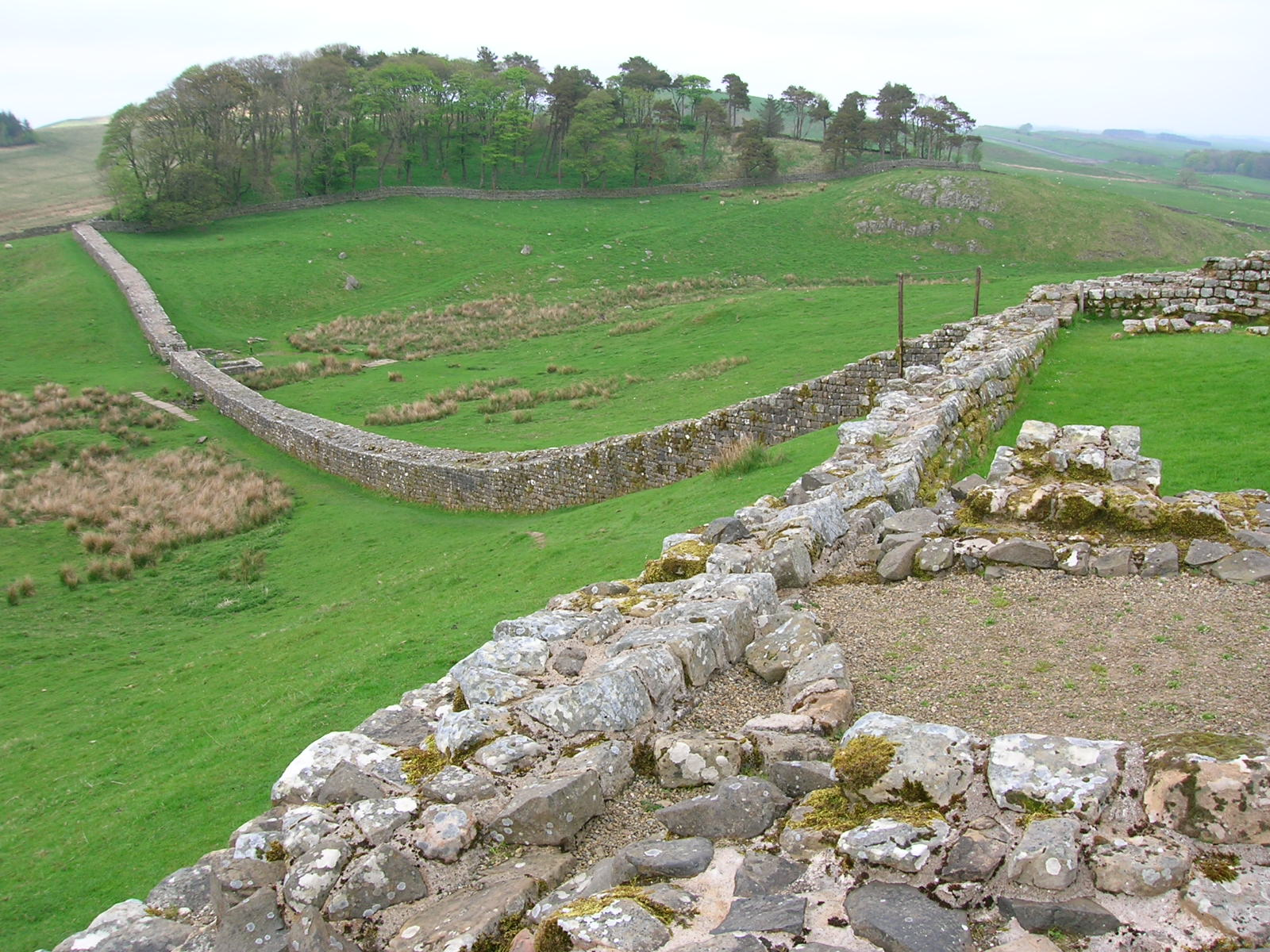
Blick auf den nach Osten abgehenden Wall und das Tal des Knag Burn
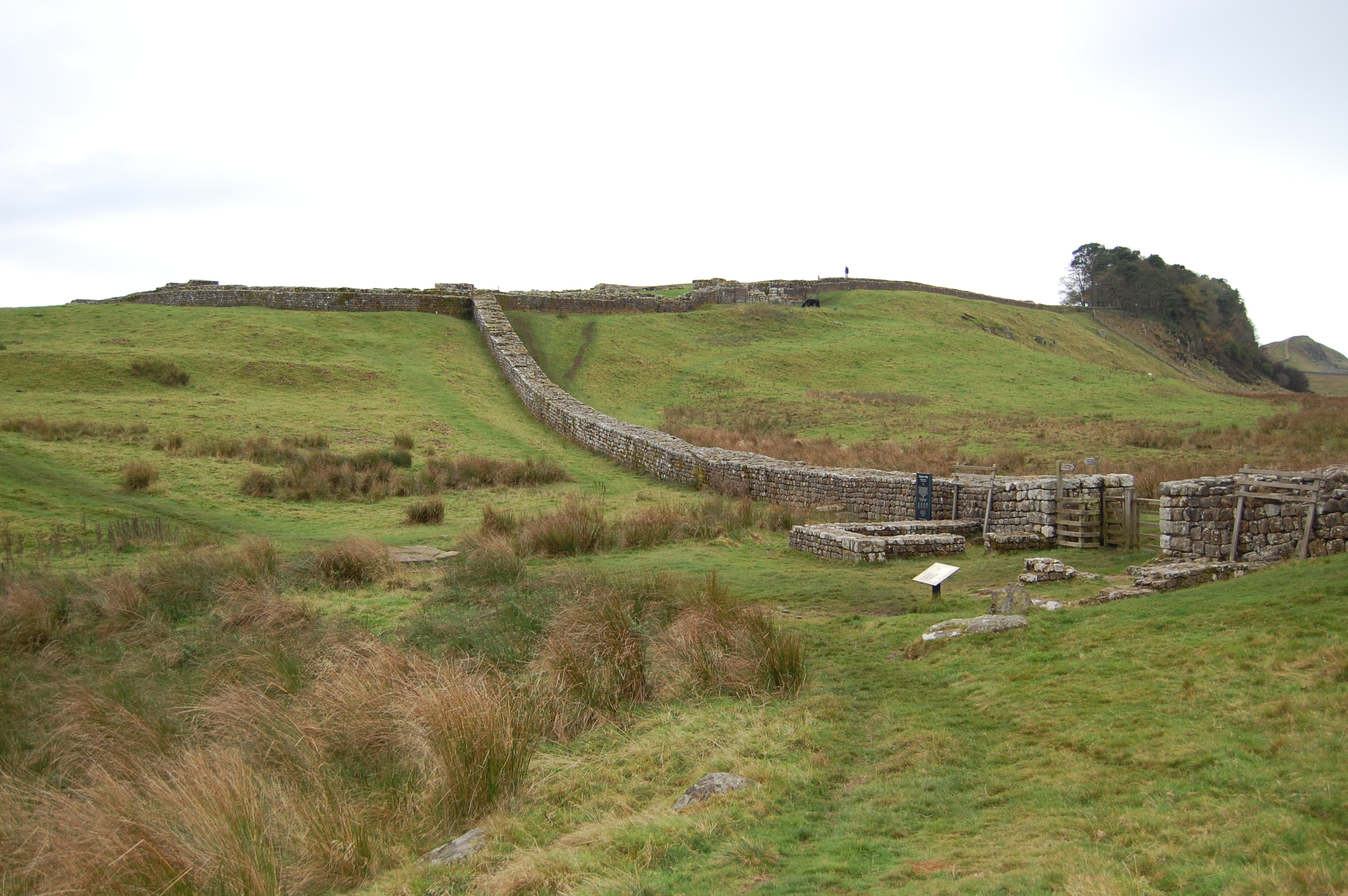
Walltor am Knag Burn
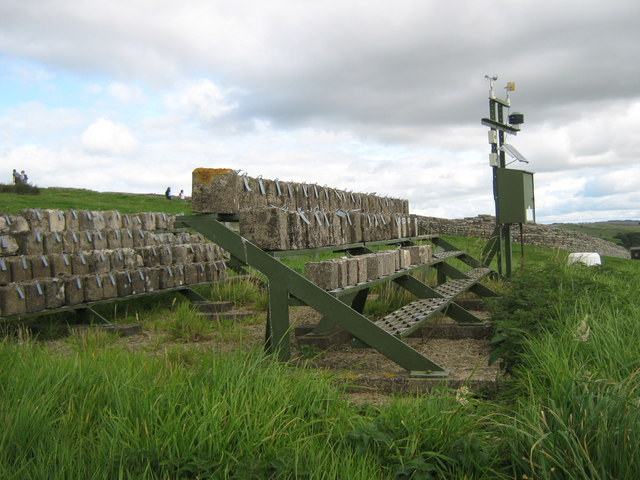
Versuchsstation zur Erforschung von Witterungseinflüssen
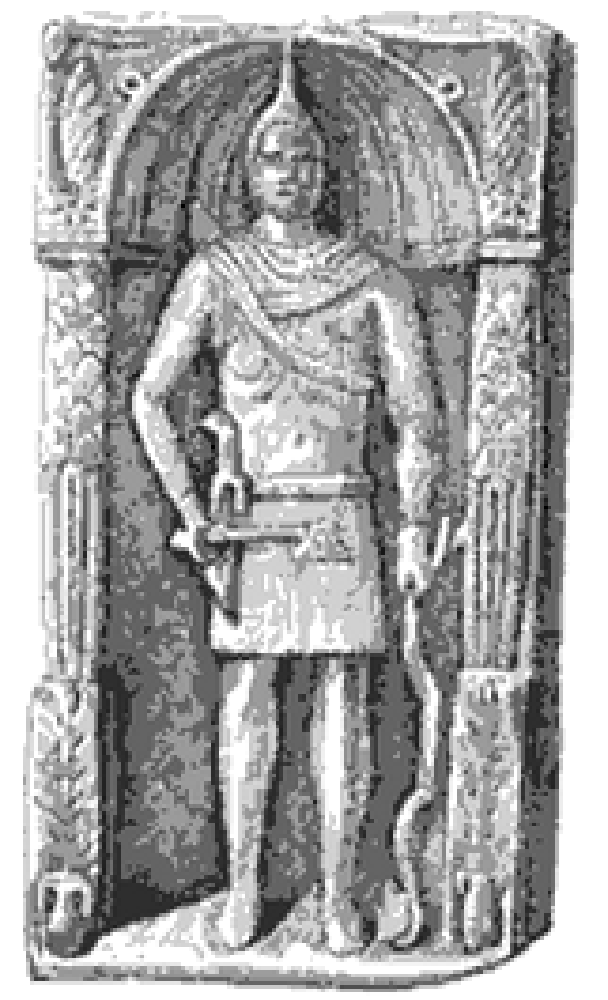
Grabstein eines syrischen Bogenschützen (2. Jahrhundert n. Chr.)
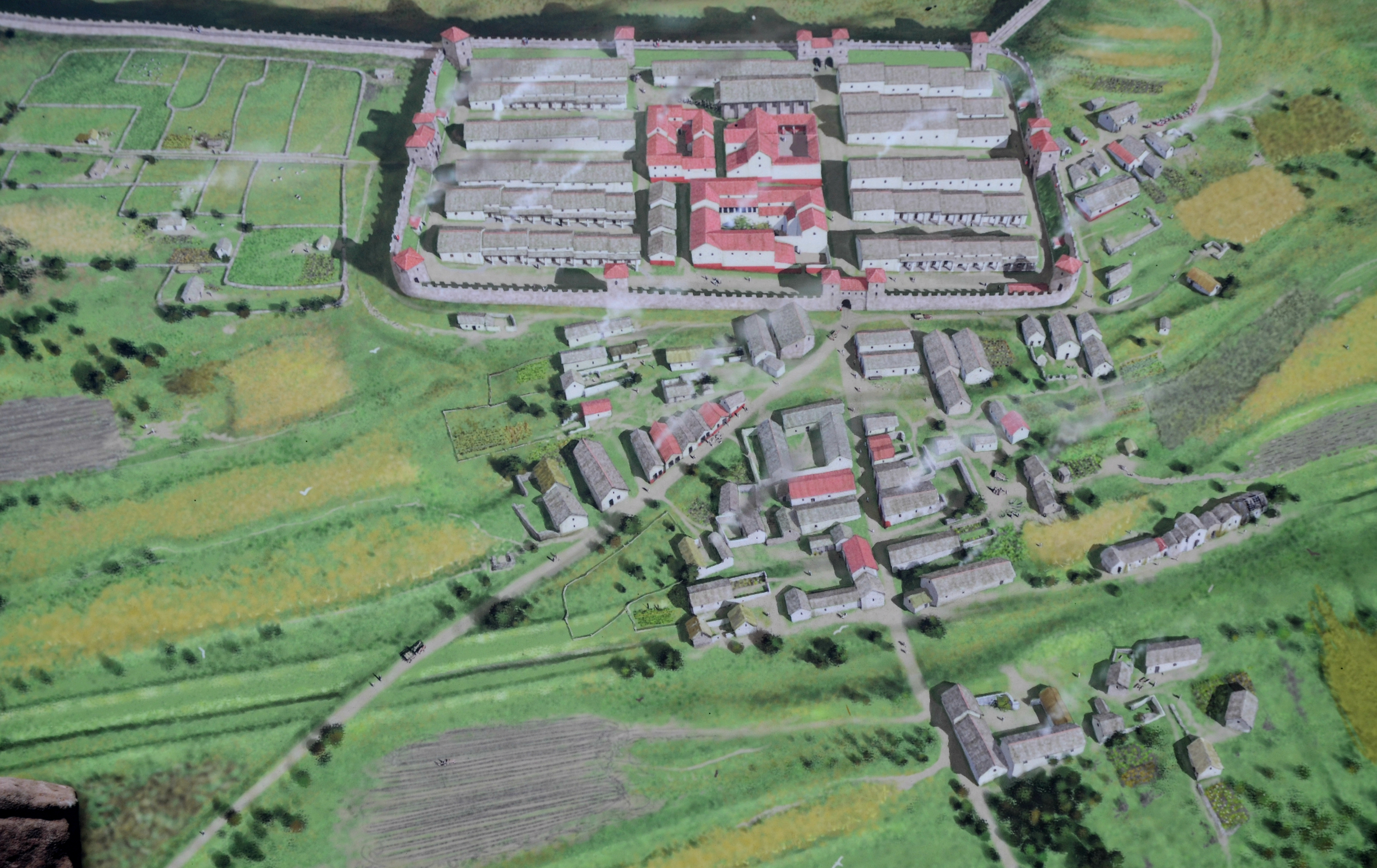
Kastell und Vicus im 2. Jahrhundert n. Chr.

Vercovicium oder Borcovicium war ein römisches Hilfstruppenkastell in Northumbria, im Nordosten von England, Parish Bardon Mill (Housesteads Farm, Haydon Bridge), einem Ortsteil der Stadt Hexham.
Es gehörte zu der aus insgesamt 16 Kastellen bestehenden Festungskette des Hadrianswalls (per lineam valli) und sicherte dessen mittleren Abschnitt. Das Lager wurde etwa 300 Jahre, vermutlich von 122 bis 400 n. Chr., vom Militär genutzt. Vercovicium wurde über dem dort schon bestehenden Wall und einem Wachturm errichtet. Das Kastell wurde mehrmals repariert und umgebaut. Die heute sichtbaren Mauerreste stammen zum überwiegenden Teil aus der späten Regierungszeit des Hadrian (um 138) und dem 3. Jahrhundert n. Chr. In der provinzialrömischen Archäologie ist Housesteads vor allem für die am besten erhaltene Gemeinschaftslatrine des römischen Britanniens bekannt. Südlich und östlich des Lagers breitete sich eine Zivilsiedlung aus. Aus poströmischer Zeit ist ein Gebäude mit Apsis nachweisbar. Am Südtor sind noch die Reste eines befestigten Farmhauses (bastle) aus dem Spätmittelalter zu sehen. Aufgrund seiner hervorragend erhaltenen Wehranlagen, der Zivilsiedlung sowie einiger romano-britischer Kultstätten zählt Housesteads zu den sehenswertesten archäologischen Stätten in Großbritannien.

## Name
Der antike Ortsname bezog sich wohl in erster Linie auf die Zivilsiedlung südlich des Kastells. Eine beim Kastell aufgefundene Altarinschrift, gewidmet von der friesischen Kohorte dem Mars Thincsus und den Alaisiagae, enthält die Buchstaben „VER“. Er bedeutet wohl „Die Siedlung auf dem Abhang“ (lateinisch: vergere = Neigung + vicus = Dorf/Siedlung). Auch das Kastell scheint von den Römern als Vercovicium bezeichnet worden zu sein. In der Notitia dignitatum, einem Verzeichnis der höchsten römischen Staatsämter aus dem frühen fünften Jahrhundert, ist es als Borcovicium oder Borcovicus eingetragen. In der Kosmografie des Geographen von Ravenna ist der Ort als Velurtion verzeichnet. Durch den Inschriftenbeleg ist die Verschreibung Bor- aus Ver- offenkundig. Die früheste Erwähnung des heutigen Ortsnamens House Steads (das feste Haus) stammt aus dem 16. Jahrhundert, damals errichtete Nicholas Crane of Bradley innerhalb der Ruine des Südtores ein befestigtes Farmgebäude, ein sogenanntes Bastle house.

## Lage
Housesteads ist das achte Glied in der Festungskette des Hadrianswalls (vallum aelium) und sicherte dessen mittleren Abschnitt. Das Kastell stand direkt auf einem Grat der Whin Sills, am östlichen Ende des ca. 1,6 km langen Whinstone Crag zwischen dem Tal des Knag Burn im Osten und dem des Bradley Burn im Westen, etwa 8,5 km westlich von Carrawburgh. Sein Areal fällt nach Süden und Westen leicht ab. Von dort aus hatte man eine hervorragende Sicht auf das Umland. Im späten 2. Jahrhundert gehörte die Region um Vercovicium zur Provinz Britannia inferior, ab dem 4. Jahrhundert zur Provinz Britannia secunda.

## Forschungsgeschichte
Housesteads ist für die Archäologie das bedeutendste Kastell am Hadrianswall. Sein Areal wird seit dem 18. Jahrhundert erforscht. Im Jahre 1708 notierte ein – namentlich heute nicht mehr bekannter – Besucher des Kastells, dass sich die Zivilsiedlung 700 Yards von Ost nach West und 400 Yards von Nord nach Süd erstreckte. Der Antiquar Alexander Gordon beschrieb im Jahre 1724 die Überreste von Straßen des Vicus. Von Housesteads existieren mehr frühe Abbildungen (Aquarelle und Zeichnungen) als von jedem anderen Lager des Walls. Besonders der Historiker William Stukeley, der Housesteads im Jahre 1725 besuchte, erweckte mit seinen Skizzen und der Beschreibung der Stätte das Interesse einer breiteren Öffentlichkeit für die Kastellruine (veröffentlicht 1776 im Itinerarium Curiosum) und bezeichnete sie auch als das „Tadmor Britanniens“.
Es war eines der fünf Wallkastelle, die im 18. Jahrhundert in den Besitz des Altertumsforschers John Clayton gelangten. Als Teil seines Roman Wall Estate war das Kastell eines der frühesten Versuche in Großbritannien, römische Baudenkmäler nach wissenschaftlichen Gesichtspunkten auszugraben, zu konservieren und sie damit auch für die nachfolgenden Generationen zu erhalten. Clayton, nebenbei auch erfolgreicher Anwalt und Stadtschreiber von Newcastle u. T., begann nach und nach Ländereien rund um den Wall aufzukaufen, um dort dem ständigen Steinraub ein Ende zu setzen. Später ließ er römische Bausubstanz teilweise wiederherstellen. Er war damit auch einer der Begründer der modernen Archäologie am Hadrianswall. Besonders machte er sich um die Erhaltung der römischen Baudenkmäler im Mittelteil des Walls verdient. Dieser am besten erhaltene Abschnitt des Walls wird heute noch als „Clayton Wall“ bezeichnet. Das Kastell avancierte zu einem Fixpunkt im Besuchsprogramm der bedeutendsten Antiquare Englands. Im Jahre 1801 berichtete William Hutton u. a. von „zwanzig Straßen eines sehr großen Vorortes“ die er am Gelände des vicus zählte. Gemeint waren damit die künstlich aufgeschütteten Terrassen, auf denen die Wohnbauten einst errichtet worden waren. Erste Probegrabungen am Kastell fanden zwischen 1822 und 1831 auf Initiative des Pfarrers John Hodgson statt. Seine Eindrücke hielt er in zahlreichen Illustrationen in seinen Notizbüchern fest. 1886 entstanden die ersten Fotografien des Lagers (Westtor). Weitere Grabungen wurden von 1898 bis 1910 durchgeführt. Im Jahre 1904 erstellte R. C. Bosanquet den ersten Gesamtplan des Kastells.
Die einzige größere Ausgrabungskampagne im Vicus wurde in den frühen 1930er Jahren von Eric Birley in Angriff genommen. Von den 27 bekannten Gebäuden wurden aber nur sechs vollständig ausgegraben. Im Jahre 1930 erwarb G. M. Trevelyan das Kastellareal und übergab es anschließend in die Obhut des National Trusts, der ein Museum zur Aufbewahrung und Ausstellung der Funde gründete. 1945 führten Frank Simpson und Ian Richmond eine Ausgrabung am Nordwall durch und entdeckten dabei u. a. die Fundamente des Walls und die des Wachturms 36B. 1951 wurde das Museum eröffnet und zunächst vom Ministry of Works betrieben. Im gleichen Jahr wurde ein Konservierungsprogramm für die bestehenden Mauern initiiert. Charles Anderson, Vorarbeiter des Grabungsteams von den späten 1950er Jahren bis Anfang der 1970er Jahre fertigte hierfür zahlreiche Fotografien an. 1954 erforschte D. Smith die Principia des Lagers. Von 1974 bis 1981 wurde das Lager von Charles Daniels, John Gilliam und James Crow (Newcastle University) untersucht. Dabei konnte die Nordost-Umwehrung des Kastells fast vollständig freigelegt werden. James Crow entdeckte 1976 eine römische Wasserleitung, die von einem Brunnen am Fuß des Chapel Hill ihren Ausgang nahm. Im Jahre 1987 untersuchte Crow die Terrassen zwischen der Housesteads Farm und dem Museumsgebäude, ein Jahr später das Walltor am Knag Burn. Die Ergebnisse dieser Ausgrabungen wurden mit den zwischen 1959 und 1961 durchgeführten Grabungen von Mitarbeitern der Durham University (Leitung John Wilkes) ausgewertet. Damit konnte ein nahezu vollständiger Plan des nordöstlichen Teils des Lagers erstellt werden. Die Untersuchungen konzentrierten sich hauptsächlich auf die Gebäude XIII (Kommandantenhaus), XIV und XV (Mannschaftsbaracken und Lagerhaus im Nordost-Sektor) sowie Abschnitte der Lagerumwehrung zwischen dem Nord- und Osttor. 1995 konnte Peter Hill anhand von Mauerputzanalysen von den Kastelltoren nachweisen, dass der Bau des Kastells zweimal unterbrochen werden musste. Zahlreiche dort geborgene Inschriften und Skulpturen boten einen umfangreichen Einblick in die Lebens- und Glaubenswelt der römischen Besatzung. Auch einige Gebäude der Zivilsiedlung und Tempel außerhalb der Kastellmauern wurden genauer untersucht. Bei den Ausgrabungen wurde im Laufe der Jahre auch eine große Anzahl von Tierknochen freigelegt. Sie stammten von Ochsen, Schafen, Schweinen und Rotwild. Eine geophysikalische Untersuchung des Vicus wurde im April 2003 durchgeführt.
Heute werden Museum und Kastell vom English Heritage betreut. Weitere Funde aus den Grabungen in Housesteads befinden sich in den Sammlungen des Museums in Chesters und im Museum of Antiquities in Newcastle upon Tyne. Die Befestigungen und einige Innengebäude wurden komplett ausgegraben und konserviert. Die Fundamente der meisten Gebäude des vicus wurden wieder zugeschüttet.

## Entwicklung

### 2. Jahrhundert
122 befahl Kaiser Hadrian, im Norden Britanniens eine Sperrmauer, verstärkt durch Wachtürme und Kastelle, vom Tyne bis zum Solway Firth zu errichten, um die britischen Provinzen vor den ständigen Einfällen der Pikten aus dem Norden zu schützen. Der Wall wurde größtenteils durch Soldaten der drei in Britannien stationierten Legionen und Seeleuten der Classis Britannica errichtet.
Auch das Kastell wurde wohl gleichzeitig mit dem Wall oder kurz danach erbaut und zählt zu den ersten Kastellen am vallum aelium. Es gibt Anzeichen für eine vorrömische Siedlungsaktivität bei Housesteads. Unter dem Gebäude XIII wurden Spuren landwirtschaftlicher Tätigkeit (sogenannte Cord Rig-Kultivierung, eine Anbaumethode im prähistorischen Britannien) entdeckt. Die ersten römischen Bauten, die an diesem Standort fertiggestellt wurden, waren die des Hadrianswalls entlang dem nördlichen Rand am Grat der Whin Sills. Die Felskante bei Housteads begünstigte besonders die Verteidigung der Nordflanke des Kastells. Seine Ausrichtung legt nahe, dass das Lager in erster Linie Einfälle nordbritischer Stämme am Taleinschnitt des Knag Burn verhindern sollte. Weiters sollte es eines der alten Stanegatelager, Vindolanda, als Grenzfestung ersetzen, das etwa drei Kilometer entfernt lag. Ein Vorteil dieses Standortes waren auch die ergiebigen Sand- und Kalksteinvorkommen, die in unmittelbarer Nähe abgebaut werden konnten (Spuren von mehreren römischen Steinbrüchen und Kalkbrennöfen).
Der Bau der Festung begann, bevor die Mauer bei Housesteads bzw. Meilenkastell 37 nach Westen weitergeführt wurde. Eine Brandgrab in der Nordwestecke lässt vermuten, dass dazwischen wohl mehr als ein Jahr verging. Verstorbene wurden immer außerhalb der Kastelle und Siedlungen bestattet. Das Brandgrab muss also schon vor ihrem Bau angelegt worden sein. Die Arbeiten an der Mauer bei Housesteads wurden erst wieder aufgenommen, als die Kastellmauern vollständig aufgebaut waren. Um 138, am Ende der Regierungszeit Hadrians, waren am Wall rund 10.000 Mann stationiert. Die archäologischen Beweise deuten auf einen relativ friedlichen Grenzabschnitt hin. Vier Jahre nach seinem Tod ordnete sein Nachfolger, Antoninus Pius (138–161), den Bau eines zweiten Walls (vallum antonini), am Forth-Clyde-Isthmus in Schottland an. Fast die gesamte Besatzung des Hadrianswalls wurde daraufhin an den Antoninuswall verlegt. Die meisten Soldaten der Tungrerkohorte wurden weiter nach Norden in das Kastell Castlecary abkommandiert. Die Ausgrabungen in Housesteads lieferten aber keine Beweise dafür, dass es vollständig aufgegeben wurde. Das Lager war weiterhin von Soldaten besetzt. Eine dem Gott Cocidius geweihte Inschrift, vermutlich aus dem späten 2. Jahrhundert, berichtet, dass dort u. a. Legionäre ihren „Garnisonsdienst“ verrichteten. Ab 160 wurde der Antoninuswall Zug um Zug aufgegeben. Die Grenztruppen wurden wieder zurück an den Hadrianswall verlegt. In Housesteads stand nun wieder die Tungrerkohorte und blieb dort bis zum Ende der römischen Herrschaft über Britannien.

### 3. Jahrhundert
In der Zeitspanne vom späteren 2. bis zum frühen 3. Jahrhundert wurde das Kastell in großem Umfang umgebaut und repariert. Im Gegensatz zu einigen Lagern an der Sachsenküste wurde Vercovicium aber wieder exakt nach dem überkommenen hadrianischen Baumuster erneuert. Die Zivilsiedlung (vicus) vor dem Kastell dürfte in dieser Zeit ihre größte Ausdehnung erreicht haben. Gegen Ende des 3. Jahrhunderts wurden die Mannschaftsbaracken in Einzelunterkünfte umgebaut. Auch die Verteidigungsanlagen des Kastells wurden noch einmal umfassend renoviert. Die Zivilsiedlung wurde bald danach weitgehend aufgegeben. Da die Besatzung in dieser Zeit wahrscheinlich schon erheblich reduziert war, flüchteten ihre zunehmend durch Barbareneinfälle gefährdeten Bewohner hinter die Kastellmauern und bezogen dort die von den Soldaten nicht mehr benötigten Gebäude.

### 4. Jahrhundert
Die letzte bekannte Inschrift aus Housesteads stammt aus dem Jahr 300. Es handelt sich um eine nur fragmentarisch erhaltene Widmung an den regierenden Kaiser, vermutlich die Bauinschrift des Gebäudes XV, das am Osttor stand. Die letzte schriftliche Erwähnung über die römische Besatzung befindet sich in der aus dem frühen 5. Jahrhundert stammenden Notitia dignitatum. Vermutlich wurde das Lager bis in diese Zeit vom Militär genutzt. Um 400 n. Chr. dürfte die Besatzung nur noch aus zwei- oder dreihundert Mann bestanden haben. Das Lagerhauptquartier wurde in dieser Zeit als Rüstkammer und Schmiedewerkstatt verwendet, in der u. a. Pfeilspitzen produziert wurden.

### 5. Jahrhundert
Als um 407 die römische Herrschaft in Britannien zusammenbrach, zog auch ein Teil der regulären Besatzung vom Hadrianswall ab. Die letzten romano-britischen Bewohner dürften das Kastell um 430 verlassen haben. In den Grabungsschichten des späten 5. oder 6. Jahrhunderts waren keine römischen Funde mehr nachweisbar.

### Poströmische Zeit
Ein Hinweis für nachrömische Siedlungsaktivitäten bei Housesteads könnte ein Steinkistengrab in einer ehemaligen Zisterne nahe der Nordmauer sein. Daneben befanden sich Reste einer Apsis – in Form und Größe ähnelte sie einem Mauerrest in Vindolanda –, die als Teil einer frühchristlichen Kirche identifiziert wurden. In späteren mittelalterlichen Quellen existieren keinerlei Aufzeichnungen über Housesteads. In den Jahrhunderten nach der Aufgabe der römischen Grenzmauer war Housesteads nur ein chaotisches Trümmerfeld, das man zur Sommerweide oder zur Jagd aufsuchte. Die Grenze zwischen England und Schottland verlief nun von der Mündung des Tweed bei Berwick bis zum Solway Firth nördlich von Carlisle. Vom 16. bis zum 17. Jahrhundert war der Ort vor allem als Unterschlupf für Viehdiebe und Wegelagerer berüchtigt. Sogenannte Border Reivers aus den Clans der Grahams, der Kerrs und der Armstrongs machten das Grenzgebiet zu Schottland und Yorkshire unsicher. Einer der ersten Erforscher des Hadrianswalls, William Camden, besuchte um 1600 einige Ruinenstätten im zentralen Sektor des Walls, mied jedoch Housesteads aus Furcht, dort überfallen und ausgeraubt zu werden. Die Housesteadsfarm wurde 1698 von einem Thomas Gibson aus dem nahen Hexham erworben. Ihr früherer Besitzer, der Anführer der Border Reivers, Nicholas Armstrong, wurde 1704 gehängt. Dies war der Beginn einer neuen Ära, die jedem einen sicheren Zugang zur Kastellruine ermöglichte. Innerhalb weniger Jahrzehnte wurde die archäologische Stätte auch weit über Großbritannien hinaus bekannt. Ab dem 18. Jahrhundert avancierte sie zu einem der beliebtesten Ausflugsziele für Besucher der Hadriansmauer.

## Kastell
Das mehrphasige Kastell wurde während seiner Nutzungszeit mehrmals umgebaut (um 197, 296 und 367). Es hatte den für die mittlere Kaiserzeit typischen quadratischen Grundriss mit abgerundeten Ecken, maß 180 × 110 Meter und bedeckte eine Fläche von 2,2 Hektar. Die beiden Lagerhauptstraßen, die via principalis und die via praetoria, teilten den internen Bereich in drei Teile, die alle mit Steingebäuden bebaut waren. Sein Areal fällt von Westen nach Süden stark ab. Der Nordwall verläuft entlang einer steilen Geländekante. Deshalb erstreckt sich die Langachse des Lagers, im Gegensatz zu den meisten Wallkastellen, von Ost nach West (genaue Ausrichtung Ost-Nord-Ost-West-Süd-West). Trotzdem öffnet sich eines seiner Tore auch nach Norden. Aufgrund der steilen Böschung ragt seine praedentura nicht über den Wall hinaus. Die Verteidigungsanlagen wurden im ausgehenden dritten Jahrhundert oder frühen 4. Jahrhundert renoviert bzw. mit Zwischentürmen ergänzt. In dieser Zeit kam es auch bei den Mannschaftsbaracken zu großen baulichen Veränderungen und ein großes Lagerhaus wurde hinzugefügt. Die letzten – noch vom regulären Militär – durchgeführten Reparaturen wurden im 4. Jahrhundert vorgenommen. Darunter fällt der Einbau eines beheizbaren Bades im Lagerhaus am Osttor. Das Hospital und der Getreidespeicher wurden in Unterkünfte für die Zivilbevölkerung umgebaut. Es gibt aber einige Hinweise auf noch spätere Reparaturen an der Festung, die auch nach dem Ende der römischen Herrschaft von ihren Bewohnern nicht aufgegeben wurde. Aufgrund seiner relativ abgeschiedenen Lage war Housesteads nicht so exzessiv dem Steinraub ausgesetzt wie die Wallkastelle in den Ebenen.

### Umwehrung
Die Umwehrung des Lagers wurde fast vollständig freigelegt und konserviert. Die relativ schmale, nur 1,3 Meter breite Steinmauer wurde an ihrer Rückseite von einer ca. 6 Meter breiten Erdrampe abgestützt, die gleichzeitig auch als Wehrgang diente. Sie bestand aus einem Bruchsteinkern, an Vorder- und Rückseite ummantelt mit zugehauenen Sandsteinblöcken, die mit Kalkmörtel verbunden waren. In der Südostecke fand man die Reste eines Treppenaufgangs, der noch vier Steinreihen hoch erhalten war. Nach der Höhe der Stufen zu schließen, dürfte die Mauer bis zu vier Meter hoch gewesen sein. Reparaturen an der Nord- und Südmauer wurden aufgrund der Instabilität der Fundamente gegen Ende des 2. Jahrhunderts vorgenommen. Im Erddamm hinter der Mauer, im größtmöglichen Abstand zu den Kasernen, waren die Backöfen platziert. Die Regel war wohl ein Ofen für jeden Kasernenblock. Am Südwest-Eckturm stand ein größeres Backhaus. Möglicherweise wurden im frühen dritten Jahrhundert auch noch Plattformen für schwere Pfeilschleudergeschütze den Wällen hinzugefügt. Über eine direkt an der Mauer das ganze Lager umlaufende Straße (via sagularis) konnten die Soldaten bei einem Angriff rasch ihre zugewiesenen Verteidigungspositionen an der Mauer erreichen. Die Nordmauer stand auf unsicherem Grund und drohte deswegen einzustürzen. Auf circa 300 Meter wurde deshalb eine 1,4 Meter breite Stützmauer hinzugefügt, an ihrer Rückseite schüttete man den Erdwall neu auf. Nach dem Zusammenbruch des Nordwalls und der Stützmauer zwischen Nordtor und NO-Eckturm, ca. Mitte des 4. Jahrhunderts, wurde er dort durch einen Erdwall mit Palisade ersetzt.

### Türme
Das Kastell war an jeder seiner Ecken zusätzlich mit einem innen angesetzten quadratischen Turm verstärkt. Die Eingänge befanden sich im Erdgeschoss. Ob es steinerne Treppenaufgänge gab oder nur hölzerne Leitern, ist nicht bekannt. In einigen der Türme wurden auch Herdstellen gefunden. Im Turm der Südostecke wurde bei den Ausgrabungen eine mit zwei Öfen ausgestattete Backstube entdeckt. Der Turm der Nordostecke wurde noch im 2. Jahrhundert durch ein anderes Exemplar ersetzt das, etwas weiter westlich der Kastellecke direkt an den Hadrianswall angeschlossen wurde. Aus ihm lief ein Kanal ins Freie, vermutlich der Ablauf für eine Latrine. Zwischen Toren und Ecktürmen wurden am westlichen Abschnitt der Nord- und Südmauer innen angesetzte Zwischentürme eingebaut. Das hadrianische Kastell verfügte nur über zwei dieser Zwischentürme. Die restlichen vier an der Ostseite des Kastells waren etwas kleiner und wurden erst im vierten Jahrhundert hinzugefügt. Der steinerne Zwischenturm am Nordwall wurde in der Spätantike durch eine Holzkonstruktion ersetzt. Auch die südlichen Türme wurden in Holz neu aufgebaut und waren nicht mit der Mauer verbunden. Die Türme waren wahrscheinlich um die zehn Meter hoch. Ob das Obergeschoss mit einem Dach abgedeckt oder offen und mit einem Zinnenkranz versehen war, ist schwierig zu sagen. Bislang fehlen diesbezügliche archäologische Funde, um deren Aussehen zweifelsfrei rekonstruieren zu können.

### Tore
Das Lager konnte durch vier Tore annähernd gleicher Größe im Norden, Süden, Westen und Osten betreten werden. Das westliche und östliche Tor des Kastells waren an den Schmalseiten zentral platziert. Die Standorte von Nord- und Südtor an den Längsseiten waren hingegen auf etwa zwei Drittel der Entfernung zum westlichen Ende nach Osten verschoben. Alle waren von zwei quadratischen Türmen flankiert. Die Durchgänge an der Nord- und Südmauer waren leicht nach Osten versetzt. Alle waren nach einem einheitlichen Schema geplant und aufgebaut worden. Jedes Tor verfügte über zwei Durchgänge, getrennt durch zwei Stützpfeiler (spina) an der Vorder- und Rückseite. Die Wachzimmer befanden sich in den Flankentürmen. Fragmente der Fassadendekoration lassen annehmen, dass über den Durchgängen noch ein Wehrgang verlief. Ob er ebenfalls überdacht war, ist unklar. Es wurden zwar einige Dachziegel gefunden, aber diese könnten auch aus einer nachantiken Zeitperiode stammen. In Housesteads standen die Tore leicht von der Mauerflucht zurückgesetzt und konnten an beiden Seiten mit zweiflügeligen Holztoren verschlossen werden. Im 4. Jahrhundert wurden die Tore noch einmal instand gesetzt.

#### Nordtor
Durch das Nordtor gelangte man in die Stammesgebiete der Pikten nördlich des Walls. Es ist eines der am besten erhaltenen Tore des Kastells. Der Mittelpfeiler steht noch fünf Steinreihen hoch aufrecht. An der Rückseite des westlichen Flankenturms ist noch ein steinerner Wassertank zu sehen, in dem sich das vom Dach ablaufende Regenwasser sammeln sollte. Der steile Abhang im Norden war für Fuhrwerke unmöglich zu passieren. Nur Fußgänger oder allenfalls Reiter konnten den Anstieg zum Nordtor bewältigen. Man versuchte später durch Anlage einer Steinrampe den Zugang zum westlichen Durchgang etwas zu erleichtern. Er erhielt auch eine etwas höhere Steinschwelle. Einer der Pivotsteine lag im Kastellinneren. Der östliche Durchgang wurde offensichtlich nur selten verwendet. Später wurde das Tor teilweise abgerissen und mit den Steinen der östliche Durchgang blockiert. Dafür wurden auch Spolien verwendet, darunter ein Fragment eines Iupiteraltars (heute im Chesters Museum). Die Pivotsteine waren aber nicht entfernt worden. Das Tor wurde für den Grenzverkehr wahrscheinlich nicht über das 2. Jahrhundert hinaus benutzt, danach wohl nur mehr als eine Art Schlupfpforte. Vermutlich wurde ab dem 4. Jahrhundert der gesamte Grenzverkehr ad muros, d. h. über das separate Walltor am Knag Burn abgewickelt. Von dort aus führte eine nur leicht ansteigende Straße zum Osttor des Kastells.

#### Südtor
Das Tor verfügte über zwei Durchfahrten und bestand aus massiven, handgearbeiteten Steinblöcken. Über die am Südtor beginnende via Principalis gelangte man auf direktem Weg zum Getreidespeicher und zum Nordtor. Später wurde seine rechte Durchfahrt zugemauert. Im 16. Jahrhundert wurde über dem östlichen Flankenturm ein von Nord nach Süd ausgerichtetes, befestigtes Farmhaus (‘Bastle’) errichtet. Nördlich des Tors stand im Kastellinneren noch ein langrechteckiges Haus gleicher Zeitstellung. Von ihm ist heute nichts mehr zu sehen. Im 17. und 18. Jahrhundert wurde die Torruine als Darre benutzt.

#### Westtor
Das Tor wurde mit massiven Steinblöcken aufgemauert, wesentlich größer als die, die beim Bau des Walls verwendet wurden. Zu erkennen sind noch die Löcher für die Torangeln und die Prellsteine. Am Westtor nahm die via Decumana ihren Anfang, die bis zum Hospital führte. Es ist das am besten erhalten gebliebene Kastelltor am Hadrianswall. Einer der Gründe könnte sein, dass es in der Regierungszeit des Valentinian um 300 außer Gebrauch kam und seine beiden Durchfahrten zugemauert wurden. Das Nordportal, das nur mit Bruchsteinen blockiert war, wurde aber wohl erst um 369 errichtet. Schwelle und Türstopper des Südportals stammen aus severischer Zeit. Die Wachstuben wurden zu einem späteren Zeitpunkt mit Heizungen ausgestattet.

#### Osttor
Das Osttor (Haupttor des Kastells) verfügte über zwei Durchfahrten, die von dort ausgehende Lagerstraße (via Praetoria) führte direkt zum Lagerhauptquartier. Im Durchgang wurde 1852 ein Fragment eines Reliefs der römischen Siegesgöttin Victoria gefunden. Dieses Relief und wahrscheinlich noch andere Götterdarstellungen (eventuell die des Mars) waren in Nischen über dem äußeren Torbogen aufgestellt. Wahrscheinlich flankierten sie eine Tafel, in der die Bauinschrift eingemeißelt war. Pivotsteine und Steinschwellen im nördlichen Durchgang wurden in severischer Zeit erneuert. Unter der Durchfahrt wurde in der Spätzeit ein Kanal angelegt. An der Torruine sind noch die Pivotsteine der Torflügel und die Spurrillen der Wagenräder zu erkennen. Auch dort wurde der südliche Torbogen später zugemauert. Dafür wurden Steine aus dem Torbau verwendet. Der dahinterliegende Durchgang wurde danach möglicherweise als Wachlokal genutzt. Dies lässt annehmen, dass man es schon in römischer Zeit verfallen ließ. Als die Wachstube im Südturm freigelegt wurde, stieß man auf einen großen Kohlenhaufen. Anscheinend wurde der Turm in seiner Spätphase nur noch als Lagerraum verwendet.

### Innenbebauung
Sechs langgestreckte Kasernenblöcke (contubernia) besetzten die pretentura und sechs die retentura; im Zentrum befanden sich, von Süden nach Norden, das Verwaltungsgebäude (principia), zwei Lagerhäuser (horreum), das Kommandantenhaus (prätorium) und einige andere Funktionsgebäude. Das Lagerareal war in drei Sektoren aufgeteilt. Sechs Kasernen waren an der Langachse des Kastells ausgerichtet und standen im östlichen und westlichen Drittel des Innenbereichs. Das Haus des Kommandanten, das Lagerhaus, das Verwaltungsgebäude und das Hospital waren zu den kurzen Seiten hin ausgerichtet und besetzten das zentrale Drittel des Kastells. Die Nord-Süd-Straße (via Principalis) trennte die sechs östlichen Kasernen vom Zentrum. Entlang der Kastellmauern stieß man auf metallverarbeitende Werkstätten (fabrica) aus dem 3. Jahrhundert. Dort wurden Waffen und Rüstungen nicht nur repariert, sondern wohl auch produziert.

#### Lagerhauptquartier
Das mehrphasige Verwaltungszentrum (principia) entstand in der Gründerzeit des Kastells und wurde im 3. und 4. Jahrhundert umgebaut. Das einstöckige Gebäude (im Plan Gebäude X) gliederte sich in drei Teile, einen Vorhof, eine Querhalle (basilika), ein östliches Seitenschiff und drei Anbauten im Westen, in denen die Schreibstuben (officia) der Lagerverwaltung und das Fahnenheiligtum (aedes) untergebracht waren. Da das Kastellareal von Norden nach Süden abfällt, war es auf einer künstlich aufgeschütteten Terrasse erbaut worden. Aus diesem Grund war die Principia flächenmäßig etwas kleiner (ca. 632 m²) als die in den anderen Kastellen am Hadrianswall. Im Lagerhauptquartier amtierten der Standartenträger der Einheit (signifer) und sein Adjutant, der cornicularius, die beide als Zahlmeister fungierten.
Der Haupteingang öffnete sich im Osten zur via praetoria. Ein großes Fragment eines Reliefs, das den Kriegsgott Mars darstellt, wurde in unmittelbarer Nähe gefunden. Es war wahrscheinlich Teil einer größeren Steintafel, die am Haupteingang angebracht war. Der Vorhof war an drei Seiten von Kolonnaden umgeben. Während der späteren Umbauten wurden die Säulengänge im Hof zugemauert. Durch einen Torbogen des Seitenschiffs gelangte man in die Querhalle. Sie konnte auch noch durch kleine Pforten in der Nordwand und am südlichen Ende der Ostwand betreten werden. Sechs Säulen im Inneren trennten das Seitenschiff von der Halle. Sie war etwas höher als das Seitenschiff und wahrscheinlich mit einem Satteldach gedeckt. Vermutlich beleuchteten mehrere Glasfenster an der Oberseite der Wände den Innenraum. Sie diente als Versammlungs- und Exerzierraum und hatte an ihrem nordwestlichen Ende eine erhöhte Plattform (tribunal), von der aus der Lagerkommandant seine Verlautbarungen an die Truppe bekannt gab.
Die westlichen Anbauten bestanden aus fünf Räumen, die die Schreibstuben der Lagerverwaltung und das Fahnenheiligtum, das die gleiche Höhe wie die Querhalle einnahm, beherbergten. Da dort der Untergrund aus massiven Fels bestand, verzichtete man auf die Anlage eine Kellerraums, in dem normalerweise die Truppenkasse untergebracht war. Je zwei Schreibstuben waren vermutlich an beiden Seiten (Nord, Süd) angebaut. Im Fahnenheiligtum waren die Feldzeichen der Einheit, eine Kaiserstatue und Altäre für die obersten Reichsgötter aufgestellt. Es war von der Halle wahrscheinlich durch eine Schranke aus dekorierten Steinplatten räumlich abgetrennt. Von diesen Platten hat sich allerdings in Housesteads kein Exemplar erhalten. Eine solche Abtrennung ist aber aus der Principia von Vindolanda bekannt. In die dortigen Platten waren auch Löcher eingemeißelt, die wohl als Halterung für ein Metallgitter dienten. In einem weiteren gesicherten Raum war die Truppenkasse untergebracht. Im westlichen Anbau wurde später eine Heizanlage eingebaut, die Kammern wurden vermutlich um ein Stockwerk erhöht. Wahrscheinlich lagerte man hier auch Waffen (armamentarium). Man fand dort u. a. über 800 eiserne Pfeilspitzen, teilweise steckten noch Fragmente der hölzernen Schäfte in ihnen.

#### Prätorium
Als Angehöriger des Ritterstands (equester ordo) beanspruchte der Lagerkommandant das größte und bestausgestattete Quartier im Kastell (Gebäude XII). Es handelte sich dabei um ein mehrphasiges, im italisch-mediterranen Stil gebautes Atriumhaus, d. h. alle Zimmer waren um einen kleinen Innenhof (Peristyl) angeordnet. Das Wohnhaus entstand ebenfalls in der Gründungsphase des Kastells und wurde im 3. Jahrhundert umgebaut. Der Haupteingang befand sich zentral auf der östlichen (windgeschützten) Seite. Die Außenwände waren einfach und ohne jeglichen architektonischen Schmuck. Das Gebäude verfügte über kein weiteres Stockwerk. Der Nord-, West- und ein Teil des Ostflügels stammen aus der Zeit des Hadrian, der Süd- und der Ostflügel sind spätantik. Der Rest dürfte zunächst nur in Holzbauweise fertiggestellt, später aber ebenfalls in Stein umgebaut worden sein. Vom Eingang gelangte man direkt in den Innenhof, der wohl an allen vier Seiten von Säulengängen (portikus) umgeben war. Von ihnen war bei der Freilegung des Gebäudes nichts mehr erhalten. Allerdings stieß man im Hypokaust des Nordflügels auf wiederverwendete Säulenfragmente. Die Zimmer an der nördlichen und westlichen Seite dienten als Wohnräume (cubiculum) des Kommandanten und seiner Familie. Die Küche (cocina), ausgestattet mit einem gemauerten Tischherd und einem Backofen, befand sich in der nordöstlichen Ecke. Einige der Zimmer waren offensichtlich mehrmals umgebaut worden. Der Speisesaal (triclinium) im Nordflügel war mittels Hypokausten beheizbar. Die Latrine befand sich in der nordwestlichen Gebäudeecke. Die Fäkalien wurden über einen Abwasserkanal weggespült. Dort fanden sich Münzen, ein goldener Siegelring und Glasscherben von Schalen und diversen anderen Gefäßen. Die Unterkünfte des Hauspersonals und die Stallungen waren in den beiden übrigen Gebäudeflügeln untergebracht. Im Unterschied zu den Kommandantenquartieren in anderen Kastellen des Walls konnte im Praetorium von Housesteads kein Baderaum nachgewiesen werden. Es ist unklar, ob eine Apsis am südlichen Ende des angrenzenden Gebäudes XI zu einem solchen Bad gehörte.

#### Lagerhospital
Das mehrphasige valetudinarium (Gebäude XI) lag nördlich des Prätoriums und westlich der Principia. Das Gebäude der Phase I entstand im 2. Jahrhundert, im 3. Jahrhundert wurde es noch einmal umgebaut. Es war von Nord nach Süd ausgerichtet und bestand aus vier Seitenflügeln, die sich um einen Hof gruppierten. Der Innenhof war von einer niedrigen Mauer umgeben, die als Basis eines Säulengangs diente. Ein langrechteckiger Raum im Nordflügel könnte als Sanitätszimmer gedient haben. Die anderen Seiten waren von kleineren Räumen umgeben, in der Südwestecke war eine Latrine eingebaut. Möglicherweise hatte das Hospital noch ein Obergeschoss, ein Raum an der SO-Seite war sehr schmal und könnte als Treppenaufgang gedient haben. Funde wie z. B. medizinische Instrumente, die die Annahme der Archäologen bestätigen könnten, fehlen. Dass das Kastell über ein Hospital verfügte, interpretierte man aus der Inschrift eines Grabsteins, der für einen Wundarzt im Offiziersrang (medicus ordinarius) der Tungrerkohorte, Anicius Ingenuus, gesetzt worden war. Aber auch die Anordnung der Räume und die Reste von sanitären Anlagen machen es unwahrscheinlich, dass das Gebäude als Werkstatt, Lagerhaus oder ähnlich genutzt wurde.

#### Lagerhäuser
Die Funktion des mehrphasigen, von Ost nach West ausgerichteten Gebäude VIII konnte anhand seiner markanten Baumerkmale eindeutig identifiziert werden. Es handelte sich um ein Lagerhaus des Typs B – d. h. es war freistehend im Kastellinneren. In Phase I wurde an diesem Platz zuerst ein einziges großes Lagerhaus (horreum) errichtet und später in Phase II (severisch) in Längsrichtung durch zwei Mauern in zwei gleich große Hälften mit eigenen Außenmauern und Bedachung geteilt. Es stand am höchsten und damit trockensten Punkt des Kastells und hatte einen langrechteckigen Grundriss. Die massiven Außenmauern waren zusätzlich mit fünfzehn Pilastern abgestützt. Die Holzbohlen der Böden waren auf mehreren Reihen von Steinpfeilern aufgesetzt worden. Im unteren Bereich der Seitenwände befanden sich schlitzartige Öffnungen um die Luftzirkulation nach außen zu ermöglichen. Dies sollte das dort deponierte Getreide und andere Waren trocken und kühl halten. Die südlichen Stützpfeiler des nördlichen Horreums gründeten sich auf Säulenfragmenten, die vom Innenhof der Principia stammen könnten. Die Rekonstruktion des Überbaus und die Beschaffenheit des Interieurs sind spekulativ. Wahrscheinlich wurde das Getreide in einer Reihe von speziell dafür angefertigten Holzverschlägen auf beiden Seiten gelagert, die über einen Mittelgang begehbar waren. Möglich wäre auch, dass es in Säcken verpackt und aufgestapelt wurde. Die beiden Haupteingänge mit je einer Laderampe lagen an der via principalis, am kurzen, westlichen Ende der Gebäude.

#### Gebäude XV und Lagerbad
Die heute noch sichtbaren Überreste dieses mehrphasigen Gebäudes (vier Bauperioden) stammen wahrscheinlich vom Ende des dritten Jahrhunderts. Vermutlich wurde es als Speicher für Getreide, andere Lebensmittel oder Waffen benutzt. Möglicherweise wurden dort die Naturalabgaben der von der Bevölkerung zu entrichteten annona militaris gelagert. An der Südwand des Gebäudes sind mit Kerben markierte Steinblöcke zu sehen. Diese Markierungen sollten dafür sorgen, dass die Steine von den Bauarbeitern auf der Mauer in die richtige Position gehievt wurden. Im späten 4. Jahrhundert wurde in der Nordost-Ecke des Gebäudes ein kleines Bad (balneum) eingebaut, das wohl die Therme außerhalb der Kastellmauern ersetzen sollte. Es bestand aus zwei Räumen. Raum I diente als Umkleideraum und Kaltbad, das Wasserbecken stand im Nordosten. Im Raum II befand sich das Heißbad, das mit einer Hypokaustenheizung ausgestattet war. Das Wasserbecken stand an der Ostwand. Von der Heizanlage sind nur noch ein paar Steinpfeiler erhalten, die einst den Fußboden trugen. Von der Hitze gerötete Kalksteine am nördlichen Ende markieren die Feuerstelle (praefurnium), die das Badewasser in einem bronzenen Kessel erhitzte.

#### Kasernen
Die Kastellbesatzung war in 13 Kasernenblöcken untergebracht. Sie verteilten sich auf die östlichen und westlichen Teile der Festung, hatten einen langrechteckigen Grundriss und standen parallel zur Längsachse des Kastells. Drei von ihnen, die Gebäude XIII, XIV und XV, wurden vollständig ausgegraben und sind noch sichtbar. Ihre Fundamente bestanden aus Sandstein, das Aufgehende wurde wahrscheinlich in Fachwerktechnik mit Zwischenwänden aus Flechtwerk und Lehm hochgezogen. An der Vorderseite verfügten die Gebäude über Veranden, die durch Holz- oder Steinpfeiler abgestützt waren. Die Linie der Pfeiler war durch eine Rinne markiert, die das Regenwasser ableiten sollte. Die Gebäude waren in Paaren, jeweils einander zugewandt, angeordnet, so dass zwischen ihnen ein kleiner Hof lag. An den westlichen bzw. den östlichen Enden standen mehrräumige sogenannte Kopfbauten, in denen die Unteroffiziere (Zenturio, Optio) untergebracht waren. Die Kopfbauten der östlichen Kasernen standen, topographisch bedingt, etwas tiefer. Für die Soldaten standen pro Block je zehn Wohneinheiten (papilio) zur Verfügung. Die Gebäude IV und XV dürften, obwohl sie stark Kasernen ähneln, dennoch als Schmiede und Lager verwendet worden sein (letzteres vielleicht als Rüstkammer des Kastells). Gegen Ende des 3. Jahrhunderts n. Chr. wurden umfangreiche Umbauten an den Mannschaftsbaracken vorgenommen.
Gebäude XIII: Diese Mannschaftskaserne dürfte in hadrianischer Zeit, vermutlich um 124, entstanden sein und wurde fast 200 Jahre lang verwendet. Sie war standardmäßig in zehn Wohneinheiten, bestehend aus zwei Kammern, unterteilt und bot Platz für eine Zenturie, d. s. 80 Mann. Der Zenturio war in einer etwas größeren Wohneinheit untergebracht. Zwischen der Kaserne und dem Nordwall stand ein steinerner Wassertank, in dem das Regenwasser vom Dach des Gebäudes gesammelt wurde. Zwischen dem 2. und 3. Jahrhundert wurden hier immer wieder kleine Änderungen an den Innenräumen vorgenommen. Besonders im Zenturionsquartier waren sie gut zu erkennen.
Gebäude XIV: Die erhalten gebliebenen Überreste stammen aus dem späten 3. Jahrhundert. In dieser Zeit wurde der hadrianische Vorgängerbau abgerissen und durch eine Reihe von freistehenden, chaletartigen Hütten ersetzt, fünf für die einfachen Soldaten und eine größere für den Offizier. Ein kleineres Haus am Ende der Reihe wurde als Werkstatt verwendet. Ähnliche Exemplare konnten auch im benachbarten Kastell Aesica beobachtet werden. Die paarweise angeordneten Räume nach klassischem Baumuster (contubernium) erhielten eigene Außenmauern samt Dach und waren durch einen schmalen Durchgang voneinander getrennt. Diese Unterkünfte messen acht bis zwölf Meter in der Länge und 3,6 bis 15,15 Meter in der Breite. Die Anzahl dieser Gebäude, von denen die meisten auch eine eigene Feuerstelle oder einen Herd hatten, war allerdings geringer als die Kammern des Kasernenblocks des 2. Jahrhunderts, da die spätantiken Einheiten personell immer mehr ausgedünnt wurden. Solche Behausungen waren einfacher zu errichten und instand zu halten als die alte und baufällige Fachwerkbaracke wieder bewohnbar zu machen. Man schätzt, dass dort zwei Soldaten Platz fanden. Eindeutige Hinweise, dass die Männer dort zusammen mit ihren Familien lebten, fanden sich nicht.

#### Latrinen
Überreste von Toiletten (lavatrina) wurden im Prätorium und im Hospital gefunden. Bei den Kopfbauten der Kasernen, in denen die Zenturionen untergebracht waren, sowie am nordöstlichen Eckturm konnten Abflüsse nachgewiesen werden. Eine große Gemeinschaftslatrine befand sich an der Südostecke der Lagermauer, am tiefsten Punkt des Kastellareals. Das Gebäude hatte einen langrechteckigen Grundriss und bestand im Wesentlichen aus den vier Außenmauern, einem u-förmigen Abwasserkanal und der zentralen Steinplattform. Der Eingang befand sich an der Ostseite. Abgedeckt war es vermutlich mit einem nach Norden hin abfallenden Pultdach. Durch den abschüssigen (Gefälle von 1,5 m auf 1 m), gegen den Uhrzeigersinn um die Plattform herumführenden Kanal wurden mit Regenwasser aus drei höhergelegenen Zisternen (zwei am Südost-Eckturm, die dritte westlich der Latrine) die Fäkalien wieder ausgespült. Die Zisternen wurden mit Regenwasser aus den Straßenkanälen befüllt. Das Wasser gelangte über zwei steinerne Überlaufrinnen an der Nordmauer der Latrine, deren Segmente mit Blei abgedichtet waren, in den Kanal. Der Auslass befand sich neben dem Südost-Eckturm. In der Mauer sind noch die Balkenlöcher zu sehen, auf denen die Sitze an der Nord- und Südseite montiert waren. Aus welchem Material sie waren, Holz oder Stein (wie im Kastell Segedunum), ist unbekannt. In Vindolanda wurde auch ein Exemplar aus Holz freigelegt. Vermutlich handelte es sich um eine durchgehende Konstruktion mit schlüssellochförmigen Öffnungen. Zur Reinigung verwendete man vielleicht Schwämme, die auf Holzstöckchen angebracht waren (spongia longa oder tersorium). Es handelte sich um ein Gemeinschaftswerkzeug, das vor den Latrinen in einer Rinne mit fließendem Wasser abgespült und danach in einen Eimer Essig gestellt, dem nächsten Benutzer – so gereinigt – wieder zur Verfügung stand. Sie erfüllten den gleichen Zweck wie das heutige Toilettenpapier. Wahrscheinlich benutzten die Soldaten in Housesteads aber nur einfaches Moos, da Schwämme von weit her und teuer importiert hätten werden müssen. Auf der Plattform befanden sich zwei Steintröge und zwei Wasserrillen. In ihnen wurden die Putzstöcke ausgewaschen. Die Rillen nutzten sich dadurch im Laufe der Zeit so stark ab, bis sie schließlich unbrauchbar wurden. Die Steintröge dürften daher erst nachträglich aufgestellt worden sein. Sie wurden ursprünglich von einer Druckwasserleitung gespeist. Man vermutet, dass sich eine weitere Latrine im (noch unerforschten) Südwestteil des Kastells befand.

### Wasserversorgung
Da kein Fließgewässer das Kastell durchquerte, musste das Regenwasser gesammelt werden. Entlang der Kastellmauer stieß man auf sieben Zisternen. Sie waren aus zweitverwendeten Steinplatten zusammengefügt, die Zwischenräume wurden mit Blei und der Boden mit einem wasserundurchlässigen Mörtel abgedichtet. An der Oberseite waren sie mit Eisenklammern zusammengefügt worden. An den Rändern konnte man vielfach Schleifspuren beobachten, die vielleicht beim Scharfmachen von Klingen oder Speerspitzen entstanden waren. Einige Zisternen standen an der Rückwand der Türme, wo sie das ablaufende Wasser von den Dächern auffangen sollten. Der Rest fasste das Fließwasser von den Lagerstraßen. Wenn der Niederschlag nicht ausreichend war, konnte das zusätzlich benötigte Wasser von einem durch den Einschnitt im Bergrücken östlich des Kastells fließenden Bach, dem Knag Burn, bezogen werden. Die größte Zisterne, mit einem Fassungsvermögen von über 2000 Litern befand sich am südöstlichen Eckturm.

## Garnison
In Vercovicium waren während seines Bestehens mehrere Hilfstruppeneinheiten stationiert. Deren Namen konnten mittels der zahlreichen epigraphischen Quellen, die dort geborgen wurden, identifiziert werden. Im 2. Jahrhundert lag dort zunächst eine namentlich unbekannte, rund 1000 Mann starke Hilfstruppenkohorte. Sie wurde später von Soldaten der Legio II Augusta abgelöst, eine der seltenen Fälle, wo am Wall auch Legionäre in ein Auxiliarkastell als Garnison verlegt wurden. Im 3. Jahrhundert standen dort zwei germanische Kohorten. Ab der Spätantike zählte die Besatzung des Kastells zu den Limitanei.
Folgende Einheiten stellten die Besatzung für das Kastell oder könnten sich für einige Zeit in Vercovicium aufgehalten haben:
| Zeitstellung                  | Truppenname                                                                        | Beschreibung |
| ----------------------------- | ---------------------------------------------------------------------------------- | --- |
| 2. Jahrhundert n. Chr.        | Legio secundae Augusta (die zweite augusteische Legion)                            | Die Angehörigen dieser Legion waren dort nicht dauerhaft stationiert, ihre Vexillationen waren wohl hauptsächlich mit Baumaßnahmen beschäftigt. Viele der Altarinschriften von Housesteads beweisen ihre Anwesenheit. Die Legio II stifteten u. a. einen Altar für den obersten Reichsgott Iupiter. Die auch handwerklich bestens ausgebildeten Legionäre waren für den Bau der überwiegenden Mehrzahl der römischen Militäranlagen am Hadrianswall verantwortlich. Es ist daher so gut wie sicher, dass sie auch die Steinwälle und Innengebäude des Lagers von Vercovicium errichteten. In den 140er Jahren wurde die Grenze des römischen Reiches weiter nach Norden an den Antoninuswall vorverlegt. Die Kastellbesatzung scheint ebenfalls dorthin abkommandiert worden zu sein. Möglicherweise war Housesteads bis zur Rückkehr der Grenztruppen im Jahr 162 von Legionären der II. Augusta besetzt. |
| 2. Jahrhundert n. Chr.        | Legio sextae Victrix (die sechste Legion, die Siegreiche)                          | Die Soldaten der sechsten Legion gaben einen Altar für die romano-britische Gottheit Cocidius und einen anderen für einen namentlich unbekannten Gott in Auftrag. |
| 2. Jahrhundert n. Chr.        | Cohors prima Hamiorum sagittariorum (die erste Kohorte der Bogenschützen aus Hama) | Die Einheit wurde ursprünglich im Osten des Reiches, im Umland der Stadt Hama, Provinz Syria aufgestellt. Ihre Soldaten nahmen sehr wahrscheinlich schon an der Invasion Britanniens im Jahre 43 teil. Die Syrer waren danach in Carvoran (Maglione) und in Bar Hill am Antoninuswall stationiert. Die Einheit lag möglicherweise für eine gewisse Zeit auch in Housesteads. Ihre Anwesenheit dort ist aber nur durch einen unbeschrifteten Grabstein aus dem 2. Jahrhundert mit dem Relief eines Bogenschützen bezeugt (jetzt Museum of antiquities, Newcastle upon Tyne). Der Soldat ist in einer kurzen Tunika, mit einem spitz zulaufenden Helm auf dem Kopf und einem Mantel um die Schultern dargestellt. Links sieht man seinen Reflexbogen (Kompositbogen), am Gürtel trägt er einen Dolch und in der rechten Hand ein Beil. Der Pfeilköcher wurde mit einem Riemen über die rechte Schulter gehängt. Möglicherweise war dort nur eine kleinere Abteilung dieser Truppe stationiert. Die Einheit lag im späten 2. Jahrhundert auch im Carvoran. Sie ist bislang die einzige für Britannien bekannte römische Bogenschützeneinheit. |

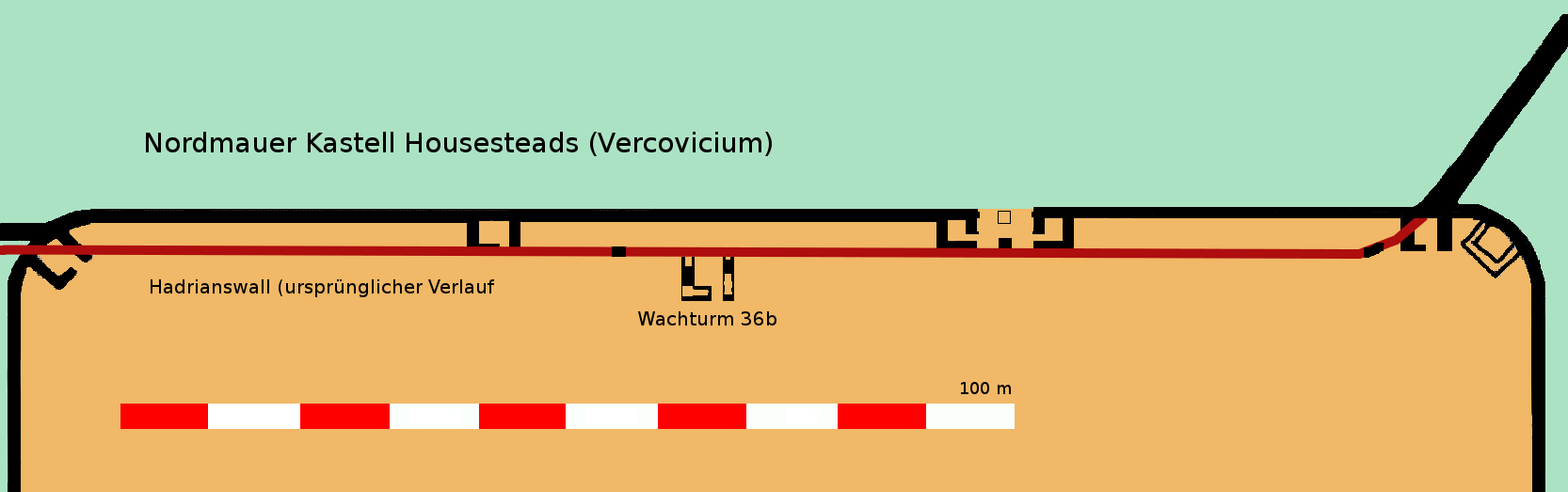
Befundplan des Wallabschnitts bei Housesteads, Stand 1945

| 3. Jahrhundert n. Chr.        | Cuneus Frisiorum Vercovicianorum („eine Abteilung Friesen“)                        | Am Ende des dritten Jahrhunderts waren möglicherweise auch germanischstämmige Reiter im Kastell untergebracht, rekrutiert aus Stämmen, die im Umland der Civitas Tuihanti siedelten, heute die Region Twente in den Niederlanden. Der Aufenthalt einer solchen Einheit in Housesteads ist von einer einzigen dort gefundenen Inschrift bekannt auf einem dem Kriegsgott Mars Thincusus und den Alaisiagae gewidmeten Altar. Ein weiterer Altar wurde von friesischen Stammesangehörigen (cives Tuihanti) in Auftrag gegeben, die Truppe wird jedoch in der Inschrift nicht erwähnt. Die Anwesenheit anderer friesischer Reiterformationen ist auch für die britischen Kastelle Aballava, Derventio (Papcastle, Cumbria) und Vinovia (Binchester, Durham) bezeugt. |
| 3. bis 4. Jahrhundert n. Chr. | Numerus Hnaudifridi („die Schar des Notfried“)                                     | Diese germanischen Söldner werden ebenfalls nur auf einem Altar für die Alaisagae erwähnt. Man nimmt an, dass es sich bei diesen Männern um Irreguläre handelte. Diese Einheit könnte aber auch aus der friesischen Reitertruppe hervorgegangen sein. Ihr erster Kommandant war wohl ein Offizier namens Hnaudifridius, vielleicht ein friesischer Stammesangehöriger. |
| 3. bis 5. Jahrhundert n. Chr. | Cohors prima Tungrorum milliaria (die erste Kohorte der Tungerer, 1000 Mann stark) | Diese Hilfstruppenkohorte wurde ursprünglich aus Germanenstämmen rekrutiert, die im Gebiet um die Stadt Tongern im heutigen Belgien (Provinz Gallia Belgica) siedelten. Die Einheit war zuvor im nahe gelegenen Stanegatekastell von Vindolanda stationiert und wurde auch auf den Vindolanda-Tafeln erwähnt. Ihre Mannschaftsstärke ist darauf aber nur mit 752 Mann inklusive der Offiziere angegeben. Der genaue Zeitpunkt ihres Abmarsches nach Housesteads ist nicht bekannt. Vermutlich wurde sie nach einer großangelegten Sanierung des Kastells um 200 n. Chr. dorthin verlegt. Die Kohorte wird auf mindestens elf Inschriften aus Housesteads und seiner Umgebung erwähnt; drei Altarsteine sind dem Gott Jupiter und andere dem Mars, Silvanus, Herkules und den Muttergöttinnen (Matronen) gewidmet. Ein Grabstein berichtet vom Schlachtentod eines Legionszenturio, der die Kohorte wahrscheinlich zur Zeit des Hadrian (117–138) kommandierte. Ein weiterer Beweis für die Anwesenheit der Tungrer leitet sich von zwei weiteren Inschriften ab. Eine Bauinschrift enthält die Initialen der Kohorte, die in den Fundamenten des Kornspeichers entdeckt wurden, einem der ursprünglichen Gebäude der hadrianischen Festung, das 205–208 renoviert wurde. Die zweite Inschrift ist eine Widmung an die „Götter und Göttinnen“, vermutlich das Orakel von Apollo in Claros, Westtürkei. Aus der Notitia dignitatum, der Truppenliste des Dux Britanniarum, ist für das 4. Jahrhundert der Rang ihres befehlshabenden Offiziers, ein Tribunus, bekannt. Da die Truppe noch in diesem spätantiken Dokument erscheint, könnte sie bis zum endgültigen Abzug der römischen Armee vom Hadrianswall dort gestanden haben. |

## Hadrianswall

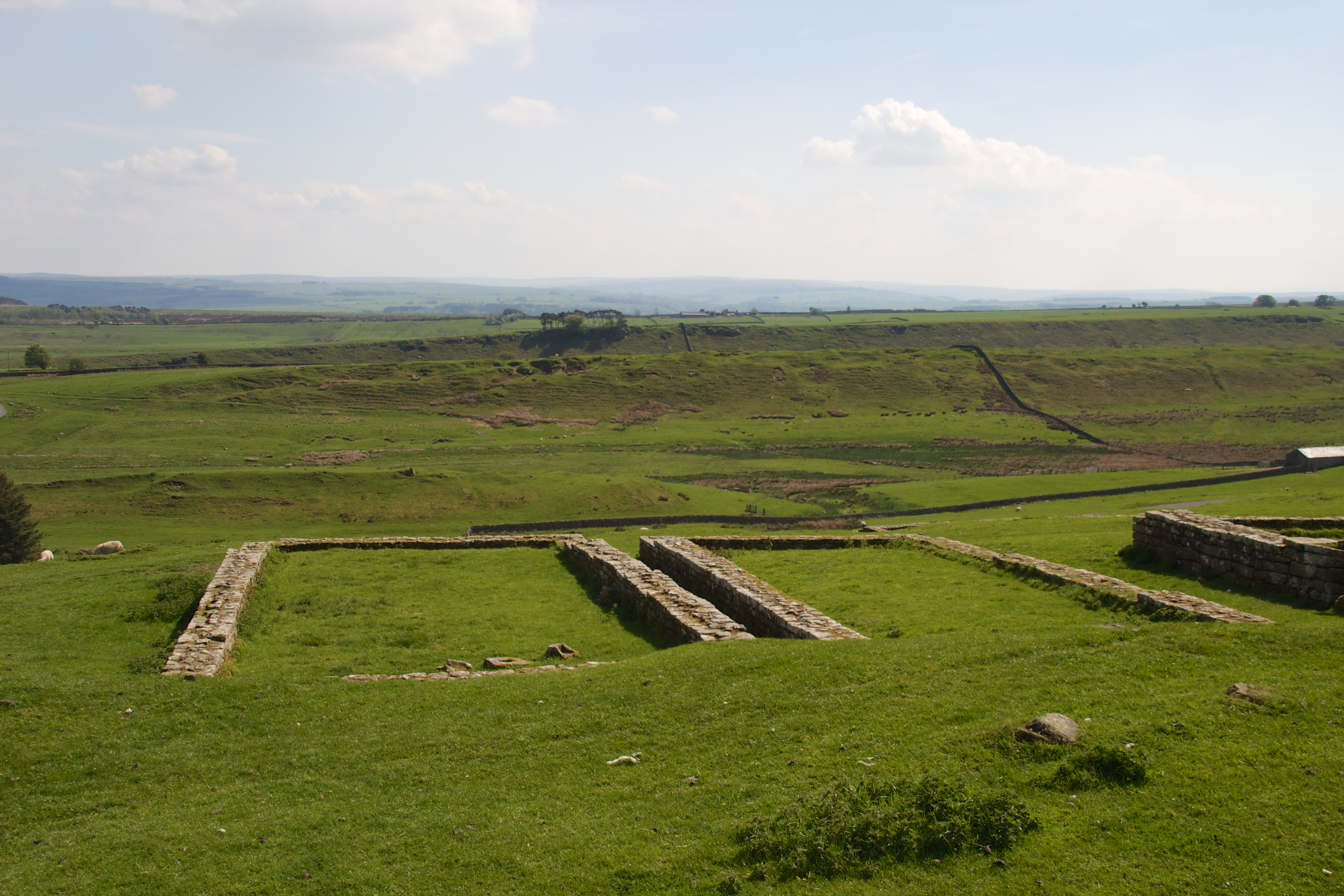
Ruinen der Zivilsiedlung südlich des Kastells (Gebäude I und II)
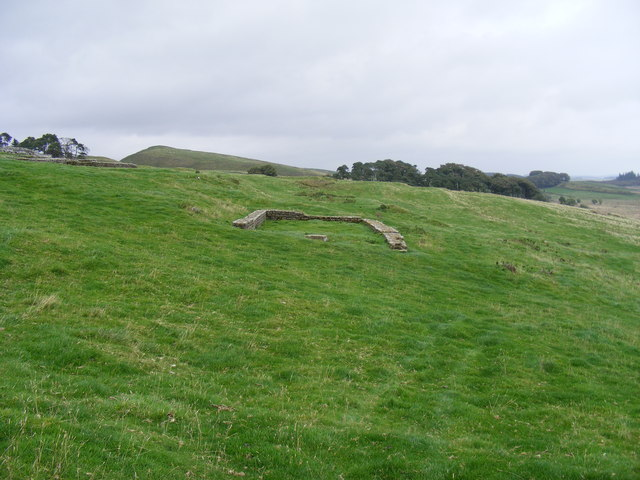
Ruine des Murder House (Gebäude VIII)
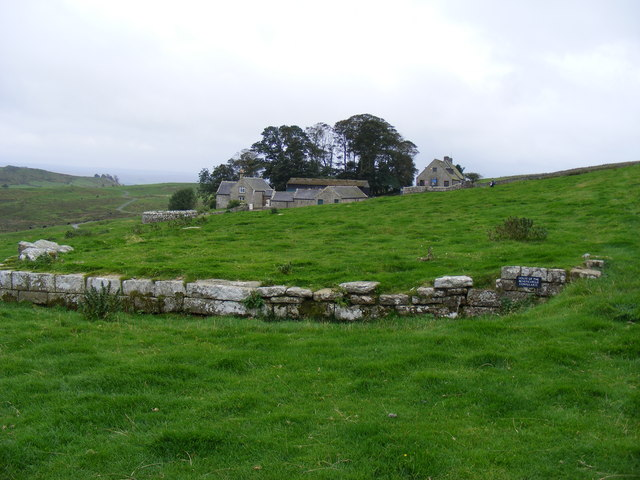
Reste eines Straßenwärterhauses (Beneficarius Consularis), im Hintergrund die Housesteads Farm
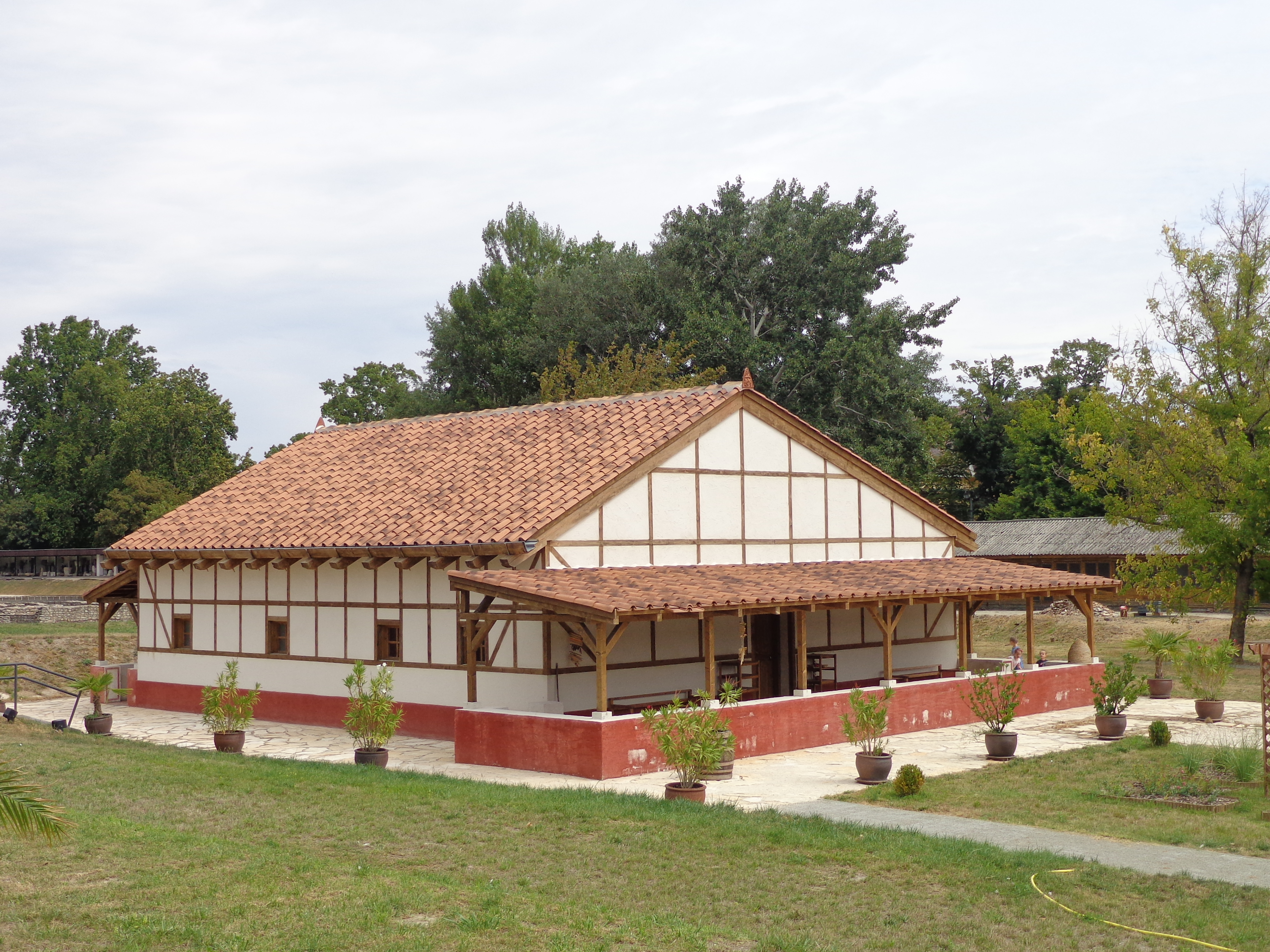
Rekonstruktionsversuch eines Streifenhauses in der Lagervorstadt von Aquincum, 2.–3. Jahrhundert
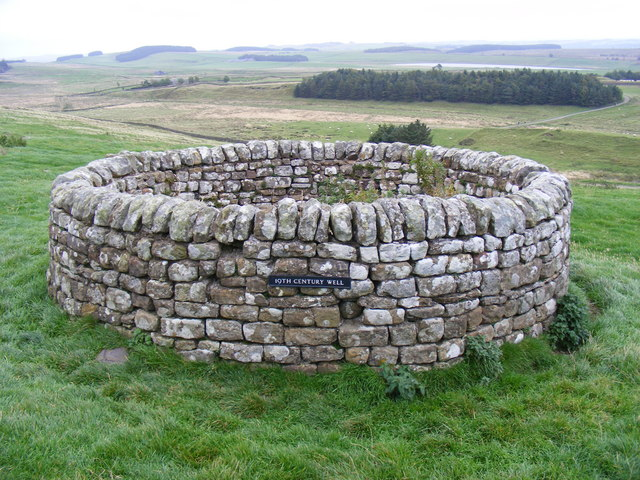
Quellfassung im Vicus aus dem 19. Jahrhundert, errichtet mit Steinen aus dem Kastell

Die Längsachse der Festung verläuft parallel zum Hadrianswall. Aufgrund der Topographie bildet er die nördliche Kastellmauer. Laut Bauinschriften (centurial stones), die am Wall zwischen Housesteads und Cawfields gefunden wurden, waren am Bau die 1. Kohorte des Julius Candidus und eine Zenturie unter dem Kommando des Gellius Philippus beteiligt. Vermutlich gehörten diese Einheiten zur Legio II Augusta. Die früheste Baustruktur in diesem Sektor des Walls war der Wachturm 36B. Er befand sich 30 Meter westlich des Nordtors zwischen der Kastellmauer und Gebäude VI und wurde beim Bau des Kastells, zusammen mit dem Wall, abgerissen. Seine Grundmauern sind noch zu sehen. Die Hadriansmauer selbst wurde dort in der Schmalversion auf Breitfundament ausgeführt. Mit ihrem Baumaterial wurde später die Nordmauer, ein paar Meter weiter nach Norden verschoben, errichtet. Der übrige Wall schloss sich an die Ecktürme im Nordwesten und Nordosten an. Der Nordost-Eckturm wurde dafür etwas weiter westlich neu aufgebaut.
Die den Wall auf seiner Südseite begleitende Militärstraße traf am Ost- und Westtor auf das Kastell. Vom Westtor aus gelangte man zum 400 Meter entfernten Meilenkastell 37.
Da der steile Anstieg zum Nordtor des Kastells für Fuhrwerke und für Reiter nicht bzw. nur schwer passierbar war, wurde im 4. Jahrhundert in einer Talsenke östlich des Kastells eine Grenzkontrollstelle (Walltor Knag Burn) eingerichtet. Ein Bach (Knag Burn) unterquert dort den Wall durch eine Aussparung westlich des Torbaues. Es ist eines der wenigen Durchgänge am Wall außerhalb eines Meilenkastells oder Kastells (extra muros).

## Vicus
Südlich, westlich und östlich war das Kastell von einer Zivilsiedlung (vicus) umgeben. Ihre Entwicklung erreichte zwischen dem späten dritten bis zum frühen vierten Jahrhundert ihren Höhepunkt. Nach Barbareneinfällen im späten vierten Jahrhundert wurde sie wieder verlassen. Ein beträchtlicher Teil ihrer Bewohner dürfte aber nicht geflohen sein, sondern sich hinter den Mauern der Festung in Sicherheit gebracht haben. Die Archäologen beobachteten an den internen Gebäuden (z. B. an der Principia) des Kastells für die fragliche Zeitperiode eine Reihe von baulichen Veränderungen, die wohl vorgenommen werden mussten, um die Zuzügler unterbringen zu können. Da die reguläre Besatzung im vierten Jahrhundert wohl nur mehr um die 300 Mann umfasste, war im Lager reichlich Platz vorhanden. Römische vici besaßen für gewöhnlich keinen eigenen Verwaltungsapparat und Rechtsstatus und waren der Gebietskörperschaft einer civitas zugeordnet. Eine südlich des Kastells entdeckte Inschrift lässt aber vermuten, dass in der Siedlung Ratsversammlungen abgehalten wurden, die nicht unter der Kuratel des Militärs standen.
Die ältesten Gebäude der Siedlung wurden südlich des Wallgrabens entdeckt, d. h. noch außerhalb der militärischen Sperrzone. So konnte man die Festung gegebenenfalls noch erweitern, wie im Kastell Onnum zu Anfang des 3. Jahrhunderts geschehen. Die Fundamente von zwanzig Gebäuden wurden in den 1930er Jahren freigelegt. Sie reihten sich hauptsächlich entlang einer von Nord nach Süd verlaufenden Straße, die das Kastell mit dem Stanegate verband und vom Wallgraben bis zum Südtor des Lagers führte. Sie stammten alle aus dem 3. und 4. Jahrhundert. Bei den Ausgrabungen konnte jedoch nicht das exakte Gründungsjahr der Siedlung ermittelt werden.
Die Häuser standen aufgrund der Steillage auf künstlich aufgeschütteten Terrassen und wurden für Wohnzwecke, als Schmiedewerkstätten, Läden, Stallungen und Tavernen genutzt. Sie hatten einen langrechteckigen Grundriss (sogenannte Streifenhäuser), ihre Stirnseite war zu den Hauptstraßen ausgerichtet. Es handelte sich in der Mehrzahl um recht einfach ausgeführte, einstöckige Bauten, die Wände aus Flechtwerk mit Lehmbewurf saßen auf Bruchsteinfundamenten. Einige Gebäude waren aber auch vollkommen in Stein errichtet worden. Für ihren Bau wurde hauptsächlich Gestein aus der näheren Umgebung des Kastells verwendet. Die Westwand eines besonders solide gebauten Hauses maß an der Basis bis zu 1,8 Meter. Vielleicht hatte dieses Gebäude eine besondere Funktion. Die Behausungen im Süd-West-Bereich des Grabungsareals waren von qualitativ schlechter Bauart. Die dort aufgefundene Keramik ähnelte Exemplaren aus Friesland. Man vermutet, dass die Soldaten der Tungrierkohorte die besser ausgestatteten Gebäude des Vicus errichtet hatten, während die wesentlich simpler konstruierten im 3. Jahrhundert von den Familien der friesischen Soldaten bewohnt wurden. Die Parzellengrenzen waren durch kleine Gräben markiert worden. Südlich des Westtors stieß man in weiterer Folge auf Spuren eines 105 Meter × 97 Meter messenden, dicht bebauten Annex des Vicus, der an den südlichen Wallgraben angrenzte und an den restlichen drei Seiten von einem Graben umgeben war. Der Zugang dürfte anscheinend nur durch ein Tor möglich gewesen sein. Heute sind nur noch die konservierten Fundamente von sechs Gebäuden am Südtor zu sehen. Die Positionen von anderen Gebäuden kann man noch am Osttor anhand ihrer Fundamentgräben erkennen.
Bei der Grabung 1932 stieß Eric Birley in einem der untersuchten Häuser, das einen Vorraum, wahrscheinlich ein Geschäftslokal, zur Hauptstraße hin und ein Hinterzimmer umfasste, unter dem Lehmboden des hinteren Raumes auf die Skelette eines Mannes im mittleren Alter und einer Frau. Zwischen den Rippen des männlichen Skeletts steckte noch die abgebrochene Spitze einer Schwert- oder Messerklinge. Unter welchen Umständen die beiden gestorben waren und wer sie gerade dort verscharrt hatte, konnte von den Ausgräbern nicht geklärt werden. Die spätere Untersuchung der Überreste durch einen Gerichtsmediziner führte zu dem Ergebnis, dass die beiden kurz vor 367 n. Chr. verstorben sein müssen. Das Gebäude ist seither als „Mordhaus“ bekannt.

## Therme
Erstmals beschrieb John Hodgson die Überreste des Badehauses im Jahre 1822, Robert Bosanquet untersuchte sie im Jahre 1898. Auch das Badehaus von Housesteads befand sich – wie bei den meisten römischen Kastellen – wegen der Brandgefahr außerhalb der Festungsmauern, in diesem Fall etwa 90 Meter östlich des Kastells auf einer Terrasse über dem Ostufer des Knag Burn. Das circa 10 Meter × 8 Meter große Gebäude wurde nur oberflächlich untersucht und war bei seiner Aufdeckung wegen des jahrhundertelangen Steinraubs nur noch sehr schlecht erhalten. Eine kleinere Sondierungsgrabung im Jahr 1932 zeigte, dass das Badehaus an seiner Nordseite etwa 4,5 Meter weiter nach Norden reichte. Eine der Wände war noch zehn Steinreihen hoch erhalten. Wahrscheinlich ähnelte es den Exemplaren von Wallsend und Chesters und wurde wohl von der Besatzung und den Zivilisten gemeinsam genutzt. Vom Badehaus führte ein Zugangsweg nach Osten ab. Das Gebäude ist heute nur noch auf Luftaufnahmen zu erkennen.

## Tempelbezirk
Neben seiner militärischen Bedeutung war Vercovicium wohl auch einer der wichtigsten Kultplätze am Hadrianswall. Sieben oder acht Tempel und mindestens drei Schreine sind für Housesteads durch Altäre bezeugt. Fünf oder sechs der Tempel lagen auf oder in der Nähe des Chapel Hill. Bekannt sind ein Mithräum, ein Tempel der römisch-germanischen Gottheit Mars Thincsus und der Alaisiagae („die Allgeehrten“), ein Schrein für Silvanus und Cocidius, den Matronen und – vermutlich – ein Nymphenheiligtum. In Housesteads wurden um die dreißig Weihealtäre ausgegraben. Die meisten waren dem Jupiter Optimus Maximus gewidmet, dem obersten Gott des römischen Pantheons, dicht gefolgt vom Kriegsgott Mars, dem allein sieben Altäre gestiftet worden waren. Neben diesen beiden klassischen römischen Göttern wurde dort besonders der germanische Gott Hueterus (drei Altarsteine) verehrt. Der von den römischen Soldaten besonders verehrte persische Lichtgott Mithras war mit drei Exemplaren vertreten, so auch der romano-britische Gott Cocidius, wieder zusammen mit den Alaisiagae. Weiters wurden dort der griechische Gott Herkules, der römische Waldgott Silvanus und die Matronen (Muttergöttinnen) angebetet. Bei vier Altären konnte die Widmungsinschrift nicht mehr entziffert werden.

### Nymphaeum
Das Quellheiligtum liegt südlich des Vicus am Chapel Hill. Die Ausgräber legten dort einen kleinen halbrunden, sehr einfach ausgeführten Kultplatz frei, der 4,8 × 3,9 Meter maß. An der Nordwestseite stand als Einfriedung eine halbrunde Steinmauer. Davor entsprang in ca. 2 Metern Tiefe eine Quelle, die von vier schweren Steinplatten eingefasst war. In weiterer Folge stieß man auch auf zwei Altäre, die aber keinerlei Inschriften trugen. Vermutlich wurde dort eine namentlich unbekannte Wassergottheit oder auch eine ganze Gruppe von Gottheiten verehrt, darunter eventuell die aus Inschriften von Carrawburgh (Brocolitia) bekannte Wassernymphe Coventina. Funde von Münzen und Tonscherben lassen annehmen, dass der Kultplatz um die Mitte des 2. Jahrhunderts angelegt wurde. Vermutlich wurde er bis zum frühen 4. Jahrhundert verwendet.

### Rundtempel des Mars Thincsus und der Alaisiagae
Dieser baulich nur sehr grob ausgeführte Kultbau stand auf dem Chapel Hill südlich des Kastells. Die Fundamente bestanden aus Bruchsteinen, die mit Erde und Bauschutt vermengt waren. Der Eingang war mit einem reliefverzierten Steinbogen dekoriert, auf dem der Kriegsgott und seine Begleiter sowie die Siegesgöttin Victoria dargestellt waren. Seine Wände dürften in Fachwerk hochgezogen gewesen sein. Er hatte im Inneren einen Durchmesser von 3,9 Metern und bedeckte eine Fläche von etwa 5,4 m². Der Tempel wurde im frühen 3. Jahrhundert über der Ruine eines der Werkstattgebäude des Vicus errichtet, das vermutlich während eines Barbareneinfalls um 196 zerstört worden war. Im Inneren fand man alle aus Housesteads bekannten Altäre des Mars Thincsus. Sie waren von den Kommandanten und den Soldaten der Hilfstruppenkohorten, die dort im Laufe der Zeit stationiert waren, gestiftet worden. Einige der Altäre waren seinen Begleiterinnen, den Alaisiagae, geweiht. Auf den Altarinschriften sind alle vier, Beda, Fimmilena, Baudihillia und Friagabis namentlich genannt.

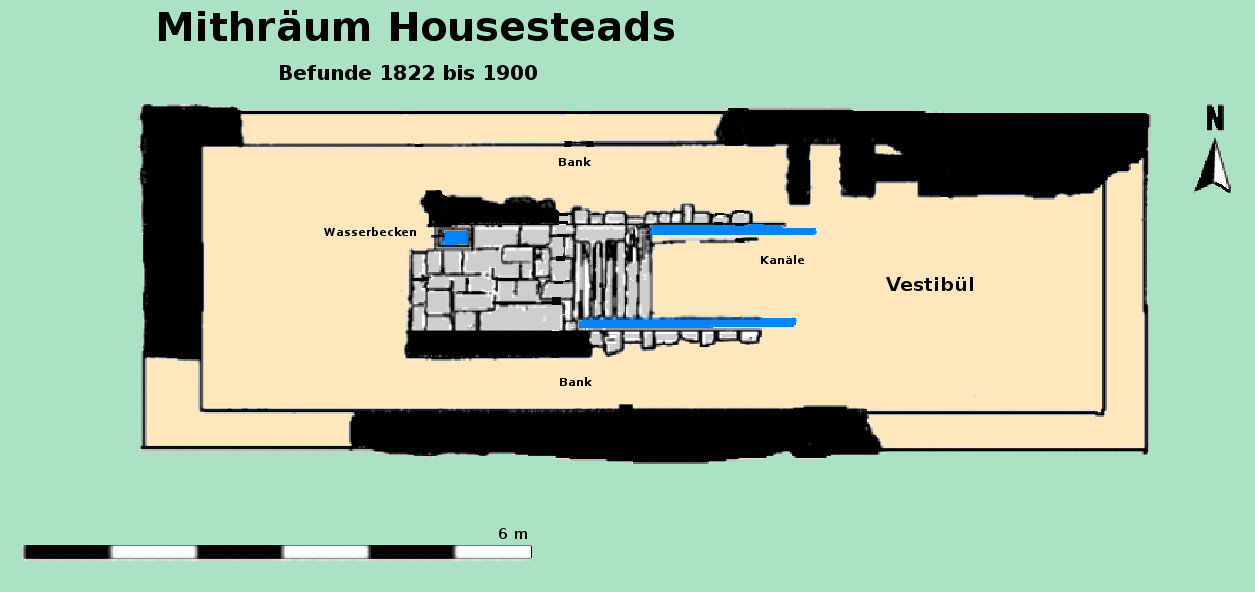
Befundplan Mithräum
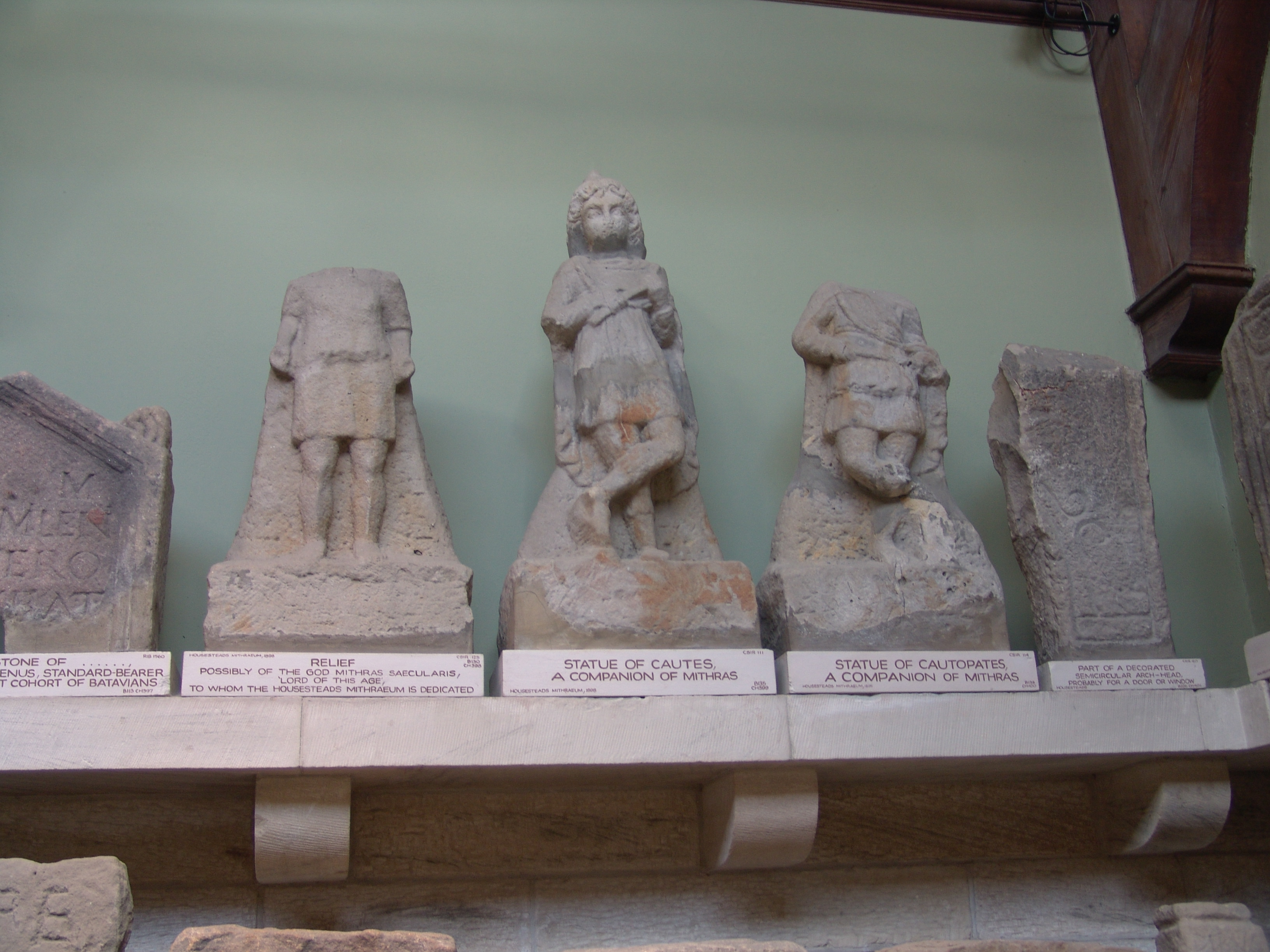
Statuen der Fackelträger aus dem Mithräum (Museum Chesters)
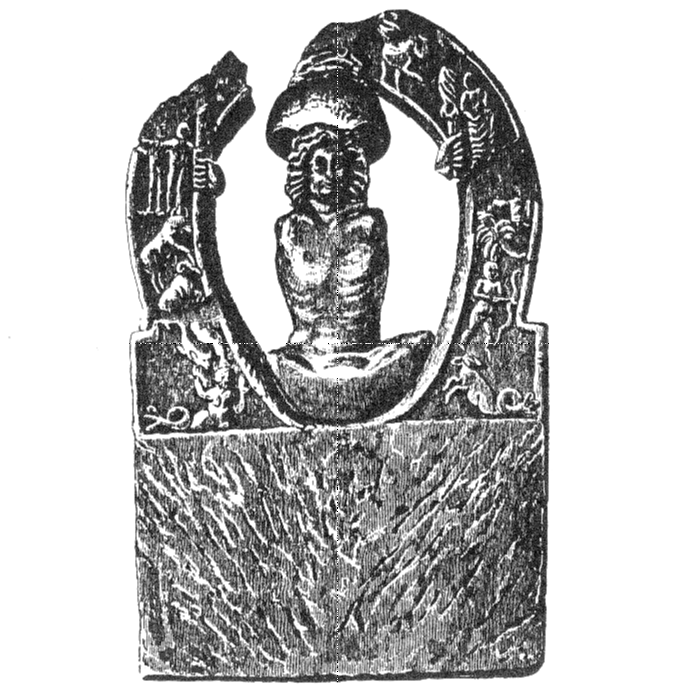
Die Geburt des Mithras aus einem Ei, umgeben von einem Bogen aus Tierkreiszeichen aus dem Mithräum von Housesteads
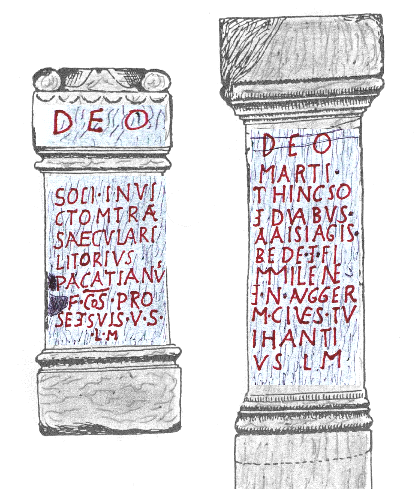
Altäre des Mithras, des Mars Thincsus und der Alaisiagae aus Housesteads
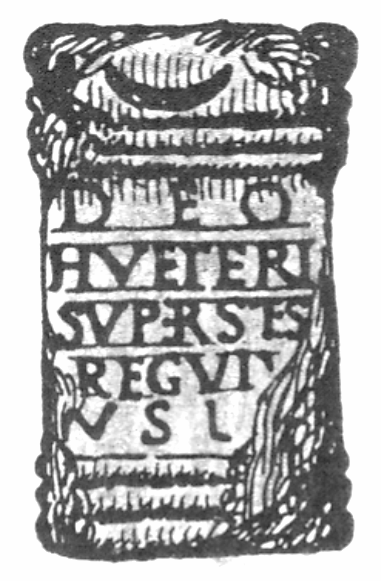
Altar des Hueterus

### Mithräum
Das Mithrasheiligtum wurde im Jahre 1822 westlich des Chapel Hill außerhalb des Kastells entdeckt. Es wurde 1898 erstmals von Robert Bosanquet ausgegraben, der darin mehrere Statuen und Reliefs fand. Die Ausgrabungsergebnisse wurden aber nur sehr lückenhaft dokumentiert. 1907 führte Collingwood Bruce in seinem Handbuch über den Hadrianswall an, dass vom Mithrastempels fast nichts mehr zu sehen war. Später untersuchten auch Mitarbeiter der Royal Commission of Heritage Memorial in England (RCHME), Sektion Newcastle, die Kultstätte. Lindsay Allason-Jones vermutete, dass der Tempel ab dem vierten Jahrhundert als Wohngebäude verwendet wurde. Aus dieser Zeit wurde ein bronzener Armreif und ein Ring mit Perle im Gebäude gefunden.
Der Tempel war etwa 14 Meter lang und 5,45 Meter breit und – wie die meisten Mithräen auf dem Kontinent – etwas in den Boden eingetieft. Seine Wände bestanden aus Ziegeln (maximal 66 cm hoch). Sie waren aber nur an der Ostseite verputzt. Die letzten Ausgrabungen haben ergeben, dass dem Hauptraum noch ein Vestibül an der Ostseite vorgelagert war. Der Hauptraum bestand aus einem 2,65 Meter breiten Mittelgang. An beiden Seiten standen etwas erhöhte Seitenbänke (Breite 1,65 Meter). Auch von den Stützbalken der Seitenwände waren noch Spuren vorhanden. Im hinteren Teil des Kultraums war eine 2,33 Meter breite und 0,75 Meter tiefe Nische als Sanctuarium angebaut, in der mehrere Altäre und das Mithrasrelief aufgestellt waren. Der Boden bestand aus einem Ziegelbelag. Bei den Ausgrabungen stieß man auf eine darüberliegende Lehmschicht, in die Holz- und Ziegelfragmente eingeschlossen waren. Anscheinend war der Boden des Tempels für längere Zeit überflutet gewesen. Das Wasser stammte wahrscheinlich aus einer Quelle, die an der Nordseite des Gebäudes entsprang. Es wurde in einem gemauerten Becken (Länge 0,52 Meter, Breite 0,37 Meter, Tiefe 0,45 Meter) gesammelt. Das überschüssige Wasser konnte über zwei schmale Rinnen abgelassen werden. Bei den Grabungen stieß man auf eine Holzkohlenschicht, wahrscheinlich die Reste des Tempeldaches. Das Gebäude war offensichtlich durch ein Feuer zerstört worden.
Die Schäden an den Kultbildnissen waren noch augenfälliger als in Carrawburgh. Die Tauroktonie fand man völlig zertrümmert vor; den Statuen der Fackelträger und des Aion hatte man die Köpfe abgeschlagen. Der Grad der Verwitterung der dort aufgestellten Altäre zeigte, dass sie eine über eine lange Zeit Wind und Wetter ausgesetzt gewesen sein müssen. Nur das Relief des Mithras, das seine Geburt aus einem Ei, umgeben von einem Bogen mit den Tierkreiszeichen, war noch weitgehend intakt. Es war so platziert, dass man es auch von hinten beleuchten konnte. 1900 fand man dort einen Altar, der laut Inschrift von zwei Männern, Gallus und Volusianus, dem Lichtgott um das Jahr 252 gestiftet worden war. Die beiden anderen Altäre waren Iupiter und Cocidius geweiht und dürften ursprünglich im Tempel des Mars Thincsus aufgestellt gewesen sein. Die Funde aus dem Mithräum sind im Blackgate-Museum in Newcastle upon-Tyne ausgestellt.

### Matronenschrein
Die Kultstätte liegt südlich des Wallgrabens (vallum) und östlich des Kastells, zwischen dem Knag Burn und der östlichen Verbindungsstraße zum Stanegate. Dort wurden zwei Altarsteine entdeckt, die zum einen lapidar den Göttern und Göttinen und zum anderen den Muttergöttinnen (Matronen) der Tungerer geweiht waren.

## Wirtschaft
In der Gegend um Housesteads konnten zahlreiche Spuren landwirtschaftlicher und handwerklicher Tätigkeiten festgestellt werden. Vor dem Osttor des Kastells, südlich der Militärstraße, wurde eine Metallwerkstatt entdeckt. Im Bereich zwischen der östlichen Kastellmauer und dem Knag Burn standen Kalkbrennöfen. Auf den umliegenden Hügeln wurde intensiv Landwirtschaft auf Feldterrassen betrieben, besonders entlang der Hänge im Süden von Housesteads. Ein eiförmiger Steinbruch nordöstlich des Kastells, am westlichen Ende der Kennel Crags, wurde zuerst fälschlicherweise als Amphitheater angesehen. Dort wurde aber offensichtlich das Baumaterial für die Kastellgebäude gebrochen.

## Gräberfelder
Bei Housesteads konnten zwei römische Friedhöfe lokalisiert werden; einer südwestlich des Mithräums und zwischen der Straße zum Stanegate und dem Knag Burn, südöstlich des Matronenschreins.

## Frühchristliche Grabkapelle
Robert Bosanquet stieß 1898 bei seiner Ausgrabung zwischen den Mannschaftsbaracken (Gebäude I und Gebäude VII) auf ein 6 Meter × 10 Meter großes Gebäude mit Apsis, vermutlich eine Art Kapelle. Ungewöhnlich für so ein Bauwerk war, dass sich die Apsis an ihrem westlichen Ende befand. Bei den meisten frühchristlichen Kirchen befand sich die Apsis an der Ostseite. Der Boden bestand aus großen Steinblöcken und Plattensandstein, die nur grob aneinandergefügt waren. Die Westmauer der Apsis war am besten erhalten. Von der Kapelle ist heute nichts mehr zu sehen. In einem Wassertank nördlich des Gebäudes, westlich von Turm 36 B, fand man eine mit einfach gearbeiteten Steinplatten ausgekleidete Grablege, wahrscheinlich eine frühchristliche Bestattung, wie sie vom 4. bis zum 8. Jahrhundert üblich waren. Dieser Fund unterstützt die Interpretation der Gebäudereste als Grabkapelle. Vermutlich wurde sie gegen Ende des 4. Jahrhunderts von der Kastellbesatzung errichtet und blieb auch noch in Gebrauch, nachdem die römischen Soldaten das Lager längst aufgegeben hatten.

## Housesteads Museum
Das Museum wurde 1936 über der Ruine eines Hauses der römischen Zivilsiedlung erbaut. Seine Sammlung enthält einen Teil der Funde und Skulpturen aus den Ausgrabungen seit den 1960er Jahren. Das Gebäude wurde umfassend renoviert und die Ausstellung neu konzipiert. Danach wurde das Museum im Mai 2012 wiedereröffnet. 2019 wurde das Housesteads Museum von rund 112.000 Personen besucht. 2024 betrug die Besucherzahl etwa 80.000 Personen.

## Weblinks

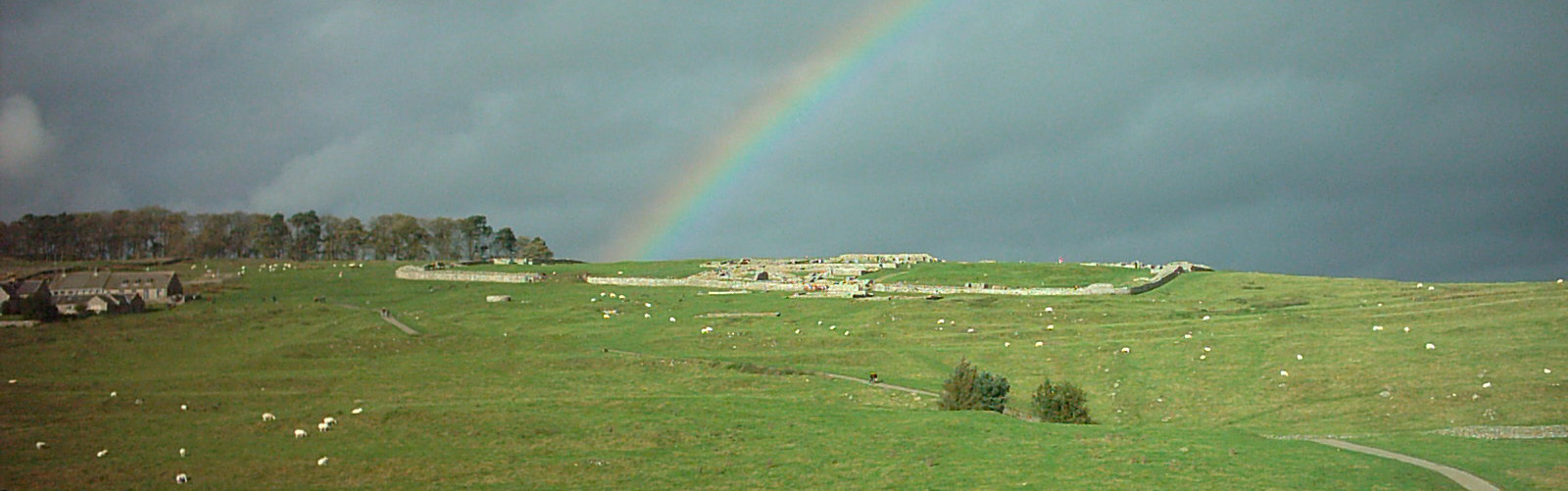